# Juristische Beurteilung der Maßnahmen gegen die COVID-19-Pandemie in Deutschland
Die juristische Beurteilung der Maßnahmen gegen die COVID-19-Pandemie in Deutschland bezeichnet die Auseinandersetzung um die aufgrund des Infektionsschutzgesetzes infolge der COVID-19-Pandemie erlassenen deutschen Gesetze und Verordnungen in der rechtswissenschaftlichen Literatur, vor den Gerichten der Verwaltungs- und der Verfassungsgerichtsbarkeit und in der Politik, insbesondere mit deren Auswirkungen auf Rechtsstaat, Gewaltenteilung und Grundrechte.
Vielfach werden Versammlungs- und Veranstaltungsverbote geprüft, die grundrechtlich geschützte Freiheiten zum Schutz anderer Grundrechte einschränken. Auch die Frage nach der Ungleichbehandlung bei den Maßnahmen ist Thema gerichtlicher Auseinandersetzung. Verfahren bezüglich der Rechtmäßigkeit von Grundrechtseinschränkungen durch Verordnungen und Gesetze sind vor dem Bundesverfassungsgericht im Hauptverfahren vielfach noch anhängig. Teilweise ist noch mit einer längeren Dauer bis zum Ergehen von Urteilen zu rechnen.
Im Juni 2022 hat die gem. § 5 Abs. 9 IfSG eingesetzte Sachverständigenkommission ihren Evaluationsbericht vorgelegt, zu dem die Bundesregierung im Oktober 2022 Stellung genommen hat. Die Einsetzung einer Enquete-Kommission durch den Deutschen Bundestag ist politisch umstritten.

## Verfassungskonformität
Das Bundesverfassungsgericht (BVerfG) entschied in mehreren Fällen bereits vor Inkrafttreten des § 28a IfSG im einstweiligen Rechtsschutz gegen die Antragsteller. Daraus, dass das BVerfG die Anträge auf einstweiligen Rechtsschutz ablehnte, schloss das Niedersächsische Oberverwaltungsgericht am 30. November 2020, dass das BVerfG die Maßnahmen jedenfalls nicht für offensichtlich verfassungswidrig gehalten habe.

### Prinzip der Gewaltenteilung

#### Grundlage des Handelns der Exekutive vor Inkrafttreten des §28a IfSG
Das Grundgesetz für die Bundesrepublik Deutschland bestimmt, dass Eingriffe in Grundrechte nur dann rechtmäßig sind, wenn ein Gesetz ausdrücklich solche Eingriffe für zulässig erklärt. Für die Gesetzgebung wiederum ist im Rahmen des Prinzips der Gewaltenteilung die Legislative zuständig. Gesetze werden in Deutschland, wie in jeder repräsentativen Demokratie, von gewählten Vertretern des Volkes beschlossen. Die Aufgabe der Exekutive ist es, Gesetze auszuführen. Zu beachten ist vor allem die Wesentlichkeitsdoktrin des Bundesverfassungsgerichts. Demnach dürfen „wesentliche“ Entscheidungen nicht vom Gesetzgeber an die Verwaltung delegiert werden.
Einige Juristen gaben im Frühjahr 2020 zu bedenken, dass der als „Selbst-Verzwergung“ bewertete Verzicht des Landtags von Nordrhein-Westfalen, seine Funktion als Gesetzgeber wahrzunehmen, wahrscheinlich nicht rechtens sei. Nur der Gesetzgeber und nicht die staatliche Exekutive habe das Recht, Maßnahmen zu beschließen, durch die Grundrechte von Einwohnern einer Gebietskörperschaft eingeschränkt werden, und zwar nur in Form von Gesetzen. Auch in anderen Ländern beruhten im Frühjahr 2020 Kontaktverbote und andere Restriktionen in Sachen COVID-19-Pandemie auf Rechtsverordnungen und zunächst auch auf Allgemeinverfügungen von Landesregierungen.
Der Rechtsanwalt und ehemalige Bundesinnenminister Gerhart Baum lobte im April 2020 den Parlamentsvorbehalt, der in die zweite Vorlage des nordrhein-westfälischen Epidemiegesetzes eingefügt wurde. Dagegen kritisierte er die seinerzeitige Fassung des Infektionsschutzgesetzes des Bundes, da dies Ländern und Kommunen weitreichende Ermächtigungen erteile, ohne dass der Bundesgesetzgeber die hierfür verfassungsrechtlich notwendigen konkreten Vorgaben im Gesetz selbst gemacht habe. Auch die Ausgangssperre in Bayern kritisierte er als „unverhältnismäßig“.
Ebenfalls von einer mangelnden Legitimation der Landes-Exekutive ging der Verwaltungsgerichtshof Baden-Württemberg im April 2020 aus; er zweifelte, ob ein Betriebsverbot durch eine Rechtsverordnung auf der Grundlage des Infektionsschutzgesetzes verfassungsrechtlich dem Vorbehalt des Gesetzes als Parlamentsvorbehalt bzw. der „Wesentlichkeitsdoktrin“ genüge. Da es aber nur um eine Entscheidung im vorläufigen Rechtsschutz ging, konnte der Verwaltungsgerichtshof diese Frage offenlassen. Der Bayerische Verwaltungsgerichtshof entschied in einem Beschluss Ende April 2020 zur 800-Quadratmeter-Begrenzung (siehe unten) in eine ähnliche Richtung: Je länger die Grundrechtseinschränkungen wegen der Pandemie aufrechterhalten blieben, desto mehr spreche dafür, dass es spezielle Regelungen durch ein parlamentarisches Bundesgesetz geben müsse.
Der Wissenschaftliche Dienst des Deutschen Bundestages kritisierte, dass Teile des Infektionsschutzgesetzes in der im Frühjahr 2020 gültigen Fassung wegen Verstoßes gegen Art. 80, Abs. 1, Satz 2 des Grundgesetzes möglicherweise verfassungswidrig seien. Das Fernsehmagazin Monitor kritisierte in einem Beitrag von Golineh Atai und Lisa Seemann die „weitreichende[n] Befugnisse“, die der Bundesminister für Gesundheit durch die Gesetzesänderung erhielt. Er dürfe „nun Rechtsverordnungen ohne Zustimmung des Bundesrats erlassen und Gesetze außer Kraft setzen“, so Monitor. Der angepasste § 28 des Infektionsschutzgesetzes (IfSG) greife „flächendeckend in den Schutzbereich elementarer Grundrechte“, wie Freiheit der Person, Versammlungsfreiheit, Freizügigkeit und Unverletzlichkeit der Wohnung ein.
Am 18. Juni 2020 debattierte der Bundestag auf Antrag der FDP über die Aufhebung der epidemischen Lage von nationaler Tragweite. Der von der FDP beauftragte Gutachter Thorsten Kingreen kam in seinem Gutachten zu dem Schluss, wegen des zurückgegangenen Infektionsrisikos gebe es keine sachliche Grundlage mehr für die Feststellung einer solchen Lage und die damit verbundenen rechtlichen Regelungen. Also bestehe eine verfassungsrechtliche Verpflichtung zur Aufhebung. FDP und AfD schlossen sich der Forderung nach einer Aufhebung an. CDU/CSU, SPD, Bündnis 90/Die Grünen und Die Linke wandten sich dagegen und warnten davor, die Corona-Krise als beendet zu betrachten.
Das Niedersächsische Oberverwaltungsgericht ging im November 2020 in einem Verfahren einstweiligen Rechtsschutzes nicht davon aus, dass die „Wesentlichkeitsdoktrin“ durch den Erlass von Verordnungen verletzt worden sei. Entscheidend war für das Gericht unter anderem, dass der Verordnungsgeber gerade schneller auf die akute Pandemie-Lage reagieren könne als der Gesetzgeber. Entsprechend entschieden auch das Oberverwaltungsgericht Berlin-Brandenburg im November und bereits im April 2020 das Oberverwaltungsgericht Nordrhein-Westfalen zum „Gesetzesvorbehalt“. Auch das Oberverwaltungsgericht der Freien Hansestadt Bremen soll nach einer Entscheidung aus dem November 2020 die entsprechende bremische Verordnung der „Wesentlichkeitstheorie“ genügen. Für das Sächsische Oberverwaltungsgericht (OVG) spiele am 17. November 2020 beim Problem „Wesentlichkeitstheorie“ unter anderem das Gesetzgebungsverfahren zum Dritten Gesetz zum Schutz der Bevölkerung bei einer epidemischen Lage von nationaler Tragweite und der im Gesetzesentwurf neu vorgesehene § 28a Infektionsschutzgesetz (IfSG) eine entscheidende Rolle im vorläufigen Rechtsschutz. Auch das Sächsische OVG lehnte es ab, die damalige Sächsische Corona-Schutz-Verordnung vorläufig außer Kraft zu setzen.
Der Thüringer Verfassungsgerichtshof entschied am 1. März 2021 in einem abstrakten Normenkontrollverfahren, dass bestimmte Corona-Bestimmungen im Landesrecht Thüringens aus dem Sommer 2020 verfassungswidrig und daher nichtig seien. Die Thüringer SARS-CoV-2-Maßnahmenfortentwicklungsverordnung in der Fassung vom 4. Juni 2020 sei aus formalen Gründen nichtig, weil sie nicht von einem formell ordnungsgemäß ermächtigten Verordnungsgeber erlassen worden sei und gegen das Zitiergebot für Rechtsverordnungen verstoße. Einzelne Bußgeldregelungen der Thüringer SARS-CoV-2-Infektionsschutz-Grundverordnung vom 9. Juni 2020 und der Zweiten Thüringer SARS-CoV-2-Infektionsschutz-Grundverordnung mit Stand vom 7. November 2020 verstießen gegen das aus Art. 44 ThürVerf in Verbindung mit Art. 103 Abs. 2 GG folgende besondere Bestimmtheitsgebot und seien deshalb nichtig. Der Verfassungsgerichtshof nahm allerdings an, dass § 32 Satz 1 i. V. m. § 28 Abs. 1 Satz 1 IfSG für die damaligen Normen eine ausreichende Ermächtigungsgrundlage darstelle und damit nicht gegen die Wesentlichkeitstheorie verstoßen worden sei. Mit Entscheidung vom 19. Mai 2021 beschloss der Verfassungsgerichtshof in der Entscheidung über die Thüringer Verordnung über außerordentliche Sondermaßnahmen zur Eindämmung einer sprunghaften Ausbreitung des Coronavirus SARS-CoV-2 (Thüringer SARS-CoV-2-Sondereindämmungsmaßnahmenverordnung, kurz: ThürSARS-CoV-2-Sonder-EindmaßnVO) vom 31. Oktober 2020 eine Divergenzvorlage zum Bundesverfassungsgericht gemäß Art. 100 Abs. 3 GG, da zwischen den Landesverfassungsgerichten Uneinigkeit bestehe, wie lange die Verordnungen als Übergangslösung auf § 28 IfSG gestützt werden können.
Das Landesverfassungsgericht Sachsen-Anhalt entschied am 26. März 2021 in zwei abstrakten Normenkontrollverfahren. Die Achte SARS-CoV-2-Eindämmungsverordnung, zuletzt geändert am 30. Oktober 2020, sei nach dem ersten Urteil im Wesentlichen verfassungswidrig. Sie sei in großen Teilen nicht von der zum Erlass geltenden Verordnungsermächtigung in § 32 S. 1 i. V. m. § 28 IfSG gedeckt; zum Teil verstießen die Normen auch gegen das Bestimmtheitsgebot. Die einmal nichtige Verordnung wäre auch nicht durch Berufung auf eine neue Verordnungsermächtigung wieder wirksam geworden. Die Neunte SARS-CoV-2-Eindämmungsverordnung, zuletzt geändert am 25. Februar 2021, sei nach dem zweiten Urteil überwiegend von der Verordnungsermächtigung in § 32 S. 1 i. V. m. § 28a IfSG gedeckt. Dort seien die Kontaktbeschränkungen, das Beherbergungsverbot, die Untersagung von Reisebusreisen und die Schließung der Gaststätten verfassungsrechtlich gerechtfertigt. Lediglich das generelle, an allen Orten geltende Verbot des Alkoholausschanks und Alkoholkonsums in der Öffentlichkeit sei nicht von der speziellen Verordnungsermächtigung gedeckt. Angesichts dessen sei auch kein Rückgriff auf die generelle Verordnungsermächtigung möglich. Ebenfalls am 26. März 2021 entschied das Landesverfassungsgericht Sachsen-Anhalt in einem Verfassungsbeschwerdeverfahren, dass die Zehnte SARS-CoV-2-Eindämmungsverordnung zur Gänze verfassungsgemäß sei.
Das Bundesverfassungsgericht (BVerfG) entschied in mehreren Fällen im einstweiligen Rechtsschutz gegen die Antragsteller. Daraus, dass das BVerfG die Anträge ablehnte, schloss das Niedersächsische Oberverwaltungsgericht am 30. November 2020, dass das BVerfG die Maßnahmen jedenfalls nicht für offensichtlich verfassungswidrig gehalten habe.

#### § 28a IfSG als Grundlage des Handelns der Exekutive
Im Gesetzgebungsverfahren zum Dritten Gesetz zum Schutz der Bevölkerung bei einer epidemischen Lage von nationaler Tragweite spielte die Wesentlichkeitsdoktrin ebenfalls eine Rolle. Nach dem Wortlaut des Gesetzentwurfes nimmt der Gesetzgeber (nun) die wesentlichen Regelungen und Abwägungen selbst vor: „Der Gesetzgeber nimmt vorliegend die Abwägung der zur Bekämpfung einer epidemischen Lage von nationaler Tragweite erforderlichen Maßnahmen und der betroffenen grundrechtlichen Schutzgüter vor und regelt somit die wesentlichen Entscheidungen.“ Nach dem Gutachten des Sachverständigen im Gesetzgebungsverfahren Ferdinand Wollenschläger stellt die Regelung im Gesetzentwurf eine erhebliche Verbesserung hinsichtlich der Wesentlichkeitsdoktrin und des Vorbehalts des Gesetzgebers dar. Gleichzeitig schlug er jedoch auch weitere Optimierungen vor. Die Sachverständige Andrea Kießling lehnte dagegen den Entwurf als verfassungswidrig ab. Unter anderem sollten nach Andrea Kießling die Maßnahmen nach dem § 28a IfSG des Entwurfs einer Begründungspflicht unterliegen und befristet werden. „§ 28a sollte durch ein differenziertes System verschiedener Standardermächtigungen ausgestaltet werden.“ Die endgültig Gesetz gewordene Fassung wurde danach im Vergleich zum Gesetzentwurf im Bundestagsausschuss für Gesundheit überarbeitet. Insbesondere wurden in dem neuen § 28a IfSG die Regelbeispiele für Maßnahmen in zwei Gruppen (verschiedener Grundrechtsrelevanz) gegliedert. Die Maßnahmen nach dem Gesetz gewordenen § 28a IfSG sind zu begründen und zu befristen (in der Regel auf vier Wochen).
Im Einstweiligen Rechtsschutz argumentierte das Schleswig-Holsteinische Oberverwaltungsgericht am 23. November 2020, dass infolge eines Beherbergungsverbots durch eine Landesverordnung kein Verstoß gegen den Parlamentsvorbehalt und die „Wesentlichkeitstheorie“ vorliege. Schon nach der vorhergehenden Gesetzeslage gelte dies, erst recht mit der Einfügung des neuen § 28a InfSG durch den Gesetzgeber: „Mit der Benennung nicht abschließender Regelbeispiele etwaiger Schutzmaßnahmen gibt der Gesetzgeber in Ausübung seiner Beobachtungs- und Korrekturpflicht Reichweite und Grenzen exekutiven Handelns vor […]. Es ergeben sich angesichts dieser gesetzgeberischen Klarstellung keine durchgreifenden Zweifel daran, dass die im Verordnungswege erfolgte Umsetzung des Beschlusses der Bundeskanzlerin mit den Regierungschefinnen und Regierungschefs der Bundesländer vom 28. Oktober 2020 auf einer hinreichenden Ermächtigungsgrundlage fußt.“
Nicht in dem neuen § 28a IfSG genannte Schutzmaßnahmen sollen nach allgemeiner Ansicht in der Rechtsprechung und Literatur zur Bekämpfung der Ausbreitung von SARS-CoV-2 nicht möglich sein. Insofern ist von einer "Sperrwirkung" der Vorschrift die Rede.

### Parlamentsvorbehalt

#### Entscheidungen von Bundesgerichten
Mit Beschluss vom 30. November lehnte das Bundesverfassungsgericht eine Verfassungsbeschwerde gegen Abs. 1 Nr. 13, Nr. 14 des neuen § 28a IfSG ab. Die Beschwerde gegen die Möglichkeit der Beschränkung oder Schließung von gastronomischen Betrieben bzw. Gewerben sowie Handelsbetrieben sei nicht ausreichend begründet gewesen.

#### Entscheidungen von obersten Gerichten der Länder
In einer Eil-Entscheidung vom 8. Dezember 2020 ging der Bayerische Verwaltungsgerichtshof (soweit im Eilverfahren prüfbar) von einer Verfassungsmäßigkeit der neuen gesetzlichen Regelung im Infektionsschutzgesetz aus: „Die bisher geäußerten Zweifel des Senats zur Frage des Parlamentsvorbehalts hat der Gesetzgeber mit den Änderungen des Dritten Gesetzes zum Schutz der Bevölkerung bei einer epidemischen Lage von nationaler Tragweite vom 18. November 2020 weitgehend ausgeräumt.“

#### Entscheidungen von Gerichten unterer Instanzen
Das Amtsgericht Weimar begründete in einem Urteil vom 11. Januar 2021 die Unrechtmäßigkeit eines Bußgeldbescheids vom 24. April 2020 damit, dass die Kontaktbeschränkungen der damals geltenden dritten Thüringer Eindämmungsverordnung verfassungswidrig und damit nichtig gewesen seien. Das betreffe sowohl formell die mangelnde Befugnis der Thüringer Landesregierung, durch eine Rechtsverordnung so schwerwiegende Eingriffe in Grundrechte vorzunehmen, als auch materiell die Verletzung der Menschenwürde. Weiter genüge der Lockdown hinsichtlich seiner Schutzwirkung einerseits und seinen sozialen und wirtschaftlichen Folgen andererseits nicht dem Grundsatz der Verhältnismäßigkeit. Unter Juristen und auch medial bekam das Urteil einige Aufmerksamkeit; die inhaltlich-juristischen Bewertungen gingen auseinander, während weitgehende Einigkeit über die starke Gegenläufigkeit des Urteils zu ansonsten vorherrschenden Meinungen bestand. Die in Frage stehende Bußgeldvorschrift wurde Anfang März 2021 aus formalen Gründen auch vom Thüringer Verfassungsgerichtshof für nichtig erklärt.
Ebenfalls das Amtsgericht Weimar setzte im April 2021 die Masken-, Abstands- und Testpflicht an zwei Schulen aus. Eine Familienrichterin am Amtsgericht Weilheim bewertete die Pflicht, im Präsenzunterricht bayerischer Schulen eine Maske zu tragen, als Gefährdung des Kindeswohls. Allerdings hob das Oberlandesgericht Jena im Mai 2021 das Weimarer Amtsgerichtsurteil auf.
Gegen den Familienrichter hat die StA Erfurt dann im Juni 2022 Anklage wegen Rechtsbeugung beim LG Erfurt erhoben. Der Familienrichter habe sich bewusst in schwerwiegender Weise von Recht und Gesetz entfernt. Er habe das familienrechtliche Verfahren dazu missbraucht, seine private Meinung zur Schädlichkeit staatlicher Maßnahmen zur Bekämpfung der Corona-Pandemie öffentlichkeitswirksam darzustellen. Der Familienrichter soll sogar aktiv nach maskenkritischen Eltern für sein Urteil gesucht haben. Der Richter wurde rechtskräftig zu zwei Jahren Freiheitsstrafe wegen Rechtsbeugung – ausgesetzt zur Bewährung – verurteilt.
Alexander Thiele, Professor für Öffentliches Recht an der Universität München, verteidigte das Prinzip, dass Gerichtsurteile unabhängig von der Güte ihrer Begründungen wirksam und verbindlich sind und dass die Exekutive sich nicht über unliebsame Gerichtsurteile hinwegsetzen, sondern nur auf dem Wege des Instanzenzugs gegen sie vorgehen kann.

#### Rolle des Robert-Koch-Instituts und des Paul-Ehrlich-Instituts im Willensbildungsprozess
Am 20. Januar 2022 beschlossen Bundestag und Bundesrat eine Novelle der „Covid-19-Schutzmaßnahmen-Ausnahmenverordnung“, die das „Paul-Ehrlich-Institut im Benehmen mit dem Robert Koch-Institut“ ermächtigte, kurzfristig zu bestimmen, wie lange ein Genesener als solcher gilt und mit welchen Impfstoffen man unter welchen Bedingungen vollständig geimpft ist. Bestimmungen über Übergangsregelungen und die Notwendigkeit der Einschaltung politisch Verantwortlicher enthält die neue Verordnung nicht.
„Die Zeit“ kritisierte: „Die zuvor auf politischem Wege entschiedenen Grundrechtseinschränkungen obliegen nun also lediglich zwei nachgeordneten Behörden des Ministeriums, die ‚aus heiterem Himmel‘ (CDU-Gesundheitspolitiker Sorge) den Genesenenstatus verkürzten und den mit der Vakzine von Johnson & Johnson Geimpften ihren Impfstatus aberkannten. Und das, obwohl die Ampel-Koalition im Herbst mit dem Versprechen angetreten war, Grundrechtseingriffe wieder stärker parlamentarisch zu legitimieren.“
Am 28. Juli 2020 hatte (im Zusammenhang mit Regelungen über Beherbergungsverbote in Bayern) der Bayerische Verwaltungsgerichtshof bemängelt, dass Veröffentlichungen des Robert Koch-Instituts keine unmittelbare Rechtswirkung für Bürger haben dürften. Denn ein Bürger dürfe nicht „schrankenlos einer Normsetzungsgewalt ausgeliefert [sein], die ihm gegenüber weder staatlich noch mitgliedschaftlich legitimiert ist“. Das Verwaltungsgericht Osnabrück schloss sich dieser Begründung an und erklärte mit Beschluss vom 4. Februar 2022 die Verkürzung des Genesenenstatus von 6 auf 3 Monate für verfassungswidrig.
In eine ähnliche Richtung tendiert die Begründung des Bundesverfassungsgerichts für seine Aussage, die Verfassungsbeschwerde gegen die Einführung einer einrichtungsbezogenen Impfpflicht sei „nicht offensichtlich unbegründet“. Denn in § 20a IfSG werde auf die COVID-19-Schutzmaßnahmen-Ausnahmenverordnung verwiesen, die ihrerseits wiederum auf die Internetseiten des Paul-Ehrlich-Instituts und des Robert-Koch-Instituts verweise. Diese „doppelte dynamische Verweisung“ sei möglicherweise nicht verfassungsgemäß. Die Verfassungsmäßigkeit dieser Regelung müsse abschließend im Hauptsacheverfahren geprüft werden. Wolfgang Janisch interpretiert die Aussagen des Gerichts in Randnotiz 14 als Rüge eines „formalen Fehlers“ (den „der Gesetzgeber schleunigst korrigieren sollte, um keine Angriffspunkte zu bieten“).
Der Gesetzgeber kam einer Entscheidung des Bundesverfassungsgerichts durch Änderung der strittigen Vorschriften des Infektionsschutzgesetzes mit Gesetz vom 18. März 2022 zuvor. Daraufhin erklärte das Bundesverfassungsgericht die einrichtungsbezogene Impfpflicht in der neuen Fassung (ohne dynamische Verweisung auf die Veröffentlichungen des Paul-Ehrlich-Instituts und des Robert-Koch-Instituts) für mit dem Grundgesetz vereinbar; über die alte Fassung hatte das Gericht wegen Wegfalls des Rechtsschutzbedürfnisses nicht mehr zu entscheiden.

### Gleichheitsgrundsatz (Art. 3 GG)

#### Ungleichbehandlung bei Umstellung auf Distanzunterricht
Der Hessische Verwaltungsgerichtshof verbot die Ungleichbehandlung von Schülern im Land Hessen. Wenn Schülern der Klasse 5 aus Gründen des Infektionsschutzes der Präsenzunterricht in ihrer Schule bis zum 3. Mai weiter untersagt werde, gebe es keinen verfassungsgemäßen Grund, Schüler der Klasse 4 anders zu behandeln. Mit der Ausnahme der Viertklässler seien sämtliche Klassen, die keine Abschlussprüfungen hätten, von der Präsenzpflicht befreit. Präsenzunterricht zu einem früheren Zeitpunkt für die vierte Klasse sei folglich verfassungswidrig. In der entsprechenden Regelung in Niedersachsen sah das Niedersächsische Oberverwaltungsgericht allerdings keinen (unbegründeten) Verstoß gegen den Gleichheitsgrundsatz.

#### Altersdiskriminierung
Zu Beginn der Pandemie wurden Stimmen laut, denen zufolge Senioren aufgrund ihrer erhöhten Gefährdung, schwer an COVID-19 zu erkranken oder daran zu versterben, durch besondere Regelungen geschützt werden müssten. Aus anderer Sicht wurde solches als „Bevormundung“ kritisiert.
Am 3. Juni 2020 kritisierte die „Bundesarbeitsgemeinschaft der Seniorengenerationen (BAGSO)“ die Möglichkeit von Kontaktbeschränkungen zwischen Heimbewohnern und ihren Angehörigen sowie weiteren Besuchspersonen. Hintergrund war, dass mehrere Bundesländer es noch im Mai 2020 ins Ermessen der Heimbetreiber stellten, solche Besuche zu untersagen. Zur Einsamkeits-Prophylaxe forderte die BAGSO tägliche Besuchsmöglichkeiten und bezeichnete Kontaktverbote zwischen engsten Familienangehörigen als „die mit Abstand schwersten  Grundrechtseingriffe in der gesamten Corona-Zeit“.
Senioren betreffende Regelungen, die über das Verbot physischer Kontakte zu Bewohnern von Alten- und Pflegeheimen hinausgingen, wurden 2020 nicht beschlossen, obwohl es auch in Deutschland Pläne hierzu gab.
Im März 2021 kritisierte die Beauftragte der Landesregierung Baden-Württemberg für die Belange von Menschen mit Behinderungen, dass junge Menschen mit einem erhöhten Risiko für einen schweren bis tödlichen Krankheitsverlauf durch die Praxis der Impfpriorisierung unzulässig benachteiligt würden. Sie seien ebenso gefährdet wie die bevorzugten Gruppen von Senioren und gefährdeter als Gruppen von mittelalten und jüngeren Menschen, die nachträglich wegen ihrer „Systemrelevanz“ priorisiert wurden, aber nicht selbst ein erhöhtes Risiko hätten, an COVID-19 schwer zu erkranken oder zu sterben.

#### Diskriminierung von Menschen mit Behinderungen
Am 16. Dezember 2021 stellte das Bundesverfassungsgericht in einem Beschluss (1 BvR 1541/20) fest, dass „der Gesetzgeber Art. 3 Abs. 3 Satz 2 GG verletzt hat, weil er es unterlassen hat, Vorkehrungen zu treffen, damit niemand wegen einer Behinderung bei der Zuteilung überlebenswichtiger, nicht für alle zur Verfügung stehenden intensivmedizinischer Behandlungsressourcen benachteiligt wird.“ Es müsse gesetzlich sichergestellt sein, dass bei Triage-Entscheidungen „allein nach der aktuellen und kurzfristigen Überlebenswahrscheinlichkeit entschieden wird“. Das Hauptproblem bestehe darin, dass oft behinderungstypische Beeinträchtigungen bei der Beurteilung einzelner Menschen mit Behinderung unter der Kategorie Komorbidität erfasst würden und sich negativ auf den Entscheidungsprozess von Intensiv- und Notfallmedizinern auswirkten. Der Gesetzgeber müsse tätig werden, aber er (und nicht das Bundesverfassungsgericht) „hat zu entscheiden, welche Maßnahmen zweckdienlich sind.“
Mathias Hong zeigt auf, dass eine derartige Denkweise europaweit keineswegs selbstverständlich sei. So habe etwa am 17. März 2020 ein Arzt einer Klinik in Bergamo einem Journalisten mitgeteilt, dass er, wenn ein Patient 85 Jahre alt sei, das Bett einem anderen gebe, der 45 Jahre alt sei. Erlaube man es, so Hong, die Maximinierung der geretteten „Restlebensdauer“ zum obersten Rettungsprinzip zu machen, ergäben sich zwangsläufig Rechnungen wie die folgende: Einer Sechzigjährigen müsste die Behandlung mit einem Beatmungsgerät selbst dann noch zugunsten eines Zwanzigjährigen verweigert werden, wenn sie sehr wahrscheinlich (zu 70 %) gerettet werden könnte, ohne Behandlung aber mit Sicherheit stürbe, der Zwanzigjährige dagegen schon ohne Behandlung wahrscheinlich (zu 70 %) überleben würde, sich mit der Behandlung aber seine Überlebenswahrscheinlichkeit noch einmal auf nahezu 100 % steigern ließe. Denn die Rechnung ergäbe dann, dass sich wahrscheinlich mehr Lebensjahre gewinnen ließen, wenn der Zwanzigjährige beatmet würde, nicht die Sechzigjährige. Derartige Rechnungen gelten in Deutschland als ein Verstoß gegen die Menschenwürde.

#### Ungleichbehandlung Geimpfter bzw. Genesener und Nicht-Geimpfter
Die Wissenschaftlichen Dienste des Deutschen Bundestags kamen am 25. Januar 2021 zu dem Urteil, dass unter dem Vorbehalt, dass die Ungefährlichkeit Geimpfter wissenschaftlich nachgewiesen werden könne, eine Rückgabe der zeitweilig eingeschränkten Grundrechte nur an Geimpfte und Genesene verfassungsgemäß sei.
Das Robert Koch-Institut gab im Januar 2021 zu bedenken, dass es nicht sicher sei, dass von Geimpften und Genesenen keine Gefahr für die übrige Bevölkerung ausgehe.
Im August 2021 argumentierten Gegner einer Ungleichbehandlung von Geimpften und Genesenen einerseits und von Ungeimpften andererseits, dass der Beweis der „Ungefährlichkeit“ der beiden erstgenannten Gruppen nie erbracht worden sei. Es gebe im Gegenteil weltweit während des „Siegeszugs“ der Delta-Variante von SARS-CoV-2 nachweislich Impfdurchbrüche bei Menschen, die vollständig gegen COVID-19 geimpft seien. Deshalb dürften Geimpfte nicht „rechtswidrig privilegiert“ werden.
Josef Franz Lindner, Inhaber des Lehrstuhls für Öffentliches Recht, Medizinrecht und Rechtsphilosophie an der Universität Augsburg, vertritt die Auffassung, man müsse von einer „Rechtswidrigkeit impfstatusbezogener Ungleichbehandlung durch den Staat“ ausgehen. Private allerdings dürften Verträge schließen, mit wem sie wollen, solange sie nicht Menschen auf der Grundlage derjenigen Merkmale diskriminierten, die im Allgemeinen Gleichbehandlungsgesetz (AGG) ausdrücklich genannt werden.
Befürworter einer Ungleichbehandlung wenden hiergegen ein, dass von Anfang an allen Experten klar gewesen sei, dass es einen vollständigen Schutz gegen COVID-19 durch Impfungen nie würde geben können. Es gehe also um das Ausmaß des Risikos, das von Menschen mit unterschiedlichem Impfstatus ausgehe und von dem sie selbst betroffen seien. Am 17. August 2021 gab der bayerische Gesundheitsminister Klaus Holetschek bekannt, dass an diesem Tag die 7-Tage-Inzidenz bei Ungeimpften in Bayern bei 58 pro 100.000 Einwohner liege, dagegen bei Geimpften nur bei 5,75 pro 100.000 Einwohner.
Ab dem 1. November 2021 erhalten Arbeitnehmer, die zum Kreis derjenigen gehören, denen die Ständige Impfkommission eine Impfung gegen COVID-19 empfiehlt, die sich dennoch aber nicht haben impfen lassen, dann, wenn sie sich als Kontaktpersonen positiv Getesteter in Quarantäne begeben müssen und dadurch bedingt ihrer Erwerbstätigkeit nicht nachgehen können, keine staatliche Entschädigung für den Ausfall ihres Lohns oder Gehalts. Die Regelungen über die Entgeltfortzahlung im Krankheitsfall sind insofern nicht betroffen, als Personen, die nicht positiv auf SARS-CoV-2 getestet wurden, nicht als „krank“ gelten. Positiv getestete Ungeimpfte behalten ihren Anspruch auf Entgeltfortzahlung. Die staatliche Leistung sei eine Form des Schadensersatzes. Einen solchen gebe es generell nur, wenn der Eintritt des Schadensfalls nicht mit großer Wahrscheinlichkeit hätte verhindert werden können. Die Impfung gegen COVID-19 stelle eine solche Möglichkeit dar. Durch die neue Regelung wird eine bereits vorher gültige, in § 56 des Infektionsschutzgesetzes vorgesehene Möglichkeit in der Praxis angewendet.
Ein eher pragmatisches Argument trugen einzelne Gesundheitsämter vor: Viele positiv Getestete seien nur dann bereit, dem Amt weitere Kontaktpersonen zu benennen, wenn sie erführen, dass über Geimpfte keine Quarantäne verhängt werde.

#### 3G-Regel und 2G-Regel
Die Antidiskriminierungsstelle des Bundes vertritt den Rechtsstandpunkt, dass „vollständig Geimpfte“ und „Genesene“ zu Recht nicht von den rechtsverbindlichen Einschränkungen Ungeimpfter im Rahmen von 3G- und 2G-Regelungen betroffen seien. Da weder im Grundgesetz noch im Allgemeinen Gleichbehandlungsgesetz der Impfstatus ausdrücklich erwähnt werde, falle die Ungleichbehandlung Nichtgeimpfter nicht unter das Diskriminierungsverbot.

##### Hintergrund
Anders als noch zu Beginn des Jahres, steht in Deutschland seit Sommer 2021 ausreichend COVID-19-Impfstoff zur Verfügung, um jeden Einwohner gegen das Virus zu impfen. Die Impfpriorisierung wurde am 7. Juni 2021 aufgehoben. Ebenfalls seit Juni 2021 empfiehlt die Ständige Impfkommission eine Impfung nicht nur für Erwachsene, sondern auch für Kinder und Jugendliche von 12 bis 17 Jahren, seit August 2021 ohne Beschränkung auf bestimmte Teilgruppen. Die Impfung ist unabhängig von dem individuellen Krankenversicherungsschutz für alle Personen kostenlos. Eine gesetzliche Impfpflicht besteht aber weiterhin nicht.
Die Landesregierungen sind mit Wirkung zum 15. September 2021 für die Dauer einer epidemischen Lage von nationaler Tragweite ermächtigt worden, durch Rechtsverordnungen Vorlagepflichten hinsichtlich des 3G-Status (Genesen, Geimpft, Getestet) zu regeln. Dazu ist der Katalog der Regelbeispiele besonderer Schutzmaßnahmen durch Einfügung des neuen § 28a Abs. 1 Nr. 2a IfSG erweitert worden.

##### Entwicklung des Diskurses
Am 16. Januar 2021 regte Bundesaußenminister Heiko Maas an, dass in Deutschland erlaubt werden solle, dass Personen, die gegen COVID-19 geimpft wurden oder die von der Krankheit genesen sind, früher Kinos und Restaurants besuchen dürfen als diejenigen, die bislang noch nicht infiziert wurden und noch keinen Impfschutz genießen. Der erstgenannte Personenkreis trage nicht (mehr) zu dem Risiko bei, dass die Intensivbetten und Beatmungsgeräte nicht reichten. Einen Grund, ihnen weiterhin Freiheitsrechte vorzuenthalten, gebe es nicht mehr. Dieser Sichtweise schloss sich am 25. Januar 2021 Justizministerin Christine Lambrecht an. Auch Thomas Fischer, Rechtswissenschaftler und ehemaliger Vorsitzender des 2. Strafsenats des Bundesgerichtshofs, ist der Ansicht, dass es sich bei der Ungleichbehandlung von Geimpften sowie Genesenen einerseits und der übrigen Bevölkerung Deutschlands andererseits nicht um eine verfassungswidrige „Privilegierung“ der erstgenannten Gruppen handele. Nicht mit irgendwelchen Verboten belegt zu werden, sei kein „Privileg“, sondern der Regelfall in einem Rechtsstaat. Das Aufheben nicht erforderlicher Grundrechtseingriffe sei kein Gnadenakt oder „Privileg“, sondern rechtliche Notwendigkeit.
Am 7. Mai 2021 wurde vom Bundesrat eine „Verordnung zur Regelung von Erleichterungen und Ausnahmen von Schutzmaßnahmen zur Verhinderung der Verbreitung von COVID-19 (COVID-19-Schutzmaßnahmen-Ausnahmenverordnung – SchAusnahmV)“ beschlossen, der zufolge für Geimpfte und Genesene nächtliche Ausgangssperren, Kontaktbeschränkungen und Sportverbote nicht mehr gelten. Bei der Einreise aus einem Risikogebiet oder nach dem Kontakt mit einem Virusträger müssen sie in der Regel nicht in Quarantäne. Immer wenn der Zugang zu einem Laden oder einer Dienstleistung nur mit einem negativen Test möglich ist, dürfen Geimpfte und Genesene auf den Test verzichten. Diese Befreiungen sind immer wirksam, wenn es auf welcher Rechtsgrundlage auch immer entsprechende Verbote und Testvorgaben gibt. Die FDP kritisierte im Bundestag, dass es weiterhin nicht erlaubt sei, dass Gasthäuser, Hotels und Kunsthallen speziell für Geimpfte und Genesene öffnen. In einem abgelehnten Entschließungsantrag der Fraktion der FDP sollte die Bundesregierung dazu aufgefordert werden, Genesene und Geimpfte grundsätzlich von den Maßnahmen zur Bekämpfung des Coronavirus Sars-CoV-2 auszunehmen.
Das Niedersächsische Oberverwaltungsgericht erklärte in einem Beschluss vom 18. Mai 2021, der sich mit Beherbergungsverboten befasst, dass es „auch im Hinblick auf das Grundrecht der allgemeinen Handlungsfreiheit aus Art. 2 Abs. 1 GG unangemessen“ erscheine, „auch Geimpfte und Genesene von der Beherbergung auszuschließen.“ Daraus lässt sich ableiten, dass in Niedersachsen Beherbergungsverbote und -beschränkungen nur noch als Mittel zur Abwehr von Gefahren praktiziert werden dürfen, die von Ungeimpften ausgehen. Das Gericht empfahl häufige Testungen als ausreichende Alternative und Ersatz für Beherbergungsverbote und -beschränkungen.
Am 7. Juli 2021 aktualisierte Heiko Maas seine Forderung vom Januar 2021. Wenn alle Menschen in Deutschland ein Impfangebot hätten, gebe es rechtlich und politisch keine Rechtfertigung mehr für irgendeine Einschränkung. Damit sei „im Laufe des August [2021] zu rechnen“. Diese Äußerung erfolgte auf dem Hintergrund der weltweit im Sommer 2021 gemachten Erfahrung, dass auch „vollständig Geimpfte“ sich mit der SARS-CoV-2-Variante Delta nachweislich sowohl infizierten als auch die Infektion weitergaben.
Tatsächlich wurde in Deutschland die Situation, dass alle Impfwilligen zeitnah ein Impfangebot erhalten konnten, bereits im Juli 2021 erreicht. Seitdem wird intensiv über die Legitimität der 3G- bzw. der 2G-Regel diskutiert.
Die Frage, ob der Ausschluss von Personen, die von ihrem Recht auf Nichtimpfung Gebrauch machen, von der Teilhabe an Dienstleistungsangeboten in geschlossenen Räumen eine unzulässige Diskriminierung darstelle, ist unter Politikern und Juristen umstritten. Der Verfassungsrechtler Volker Boehme-Neßler vertrat am 28. August 2021 den Standpunkt, dass Impfunwilligen keine Nachteile entstehen dürften, wenn sie sich nicht impfen lassen wollen. Solange Impfungen weiterhin freiwillig seien, sei die 3G-Regel eine verfassungswidrige Form der Diskriminierung Ungeimpfter.
Der niedersächsische Ministerpräsident Stephan Weil äußerte in der Sendung „Markus Lanz“ am 24. August 2021, dass er sich eine 2G-Regelung wegen der gravierenden Ausschlusswirkung auf Nicht-Geimpfte allenfalls für Diskotheken vorstellen könne, in denen das Tanzen ohne Maske erlaubt werden solle. Am 14. September 2021 gab der Ministerpräsident bekannt, dass Gastronomie-Betriebe sowie Betreiber von Kultur- und Sportstätten in Niedersachsen wählen dürfen sollen, ob sie nur noch Geimpfte und Genesene einlassen oder ob sie an der 3G-Regel festhalten.
Am 9. September 2021 plädierte Frank Ulrich Montgomery, Vorsitzender des Weltärztebundes, im Kampf gegen die vierte Pandemie-Welle für eine umfassende 2G-Regel. Damit solle deutschlandweit der Zugang zu Veranstaltungen oder in der Gastronomie nur Genesenen und Geimpften erlaubt werden. Dort, wo es nicht praktikabel sei, Ungeimpfte auszuschließen, wie etwa im öffentlichen Nahverkehr, müsse dann zumindest eine strengere 3G-Regel gelten.
Heike Werner, Thüringische Gesundheitsministerin, hielt es am 1. Oktober 2021 für wichtig, dass „[n]iemand […] vom öffentlichen Leben ausgeschlossen werden [soll], insbesondere nicht diejenigen, die sich nicht oder noch nicht impfen lassen können“. Darunter versteht die Ministerin auch Erwachsene mit Vorerkrankungen.
Die Hamburger Senatskanzlei erklärte am 5. Oktober 2021, es sei „medizinisch geboten“, dass Erwachsene, denen eine Impfung nicht empfohlen werden könne, „sich keinen unnötigen Infektionsrisiken“ aussetzen und deshalb auf die Wahrnehmung von Angeboten unter 2G-Bedingungen verzichten. Wenn nach einer Übergangsfrist auch alle Jugendlichen geimpft sein können, soll auch für sie sowie für Kinder ab 12 Jahren die 2G-Regel dort gelten, wo sie auf Erwachsene angewendet wird. Ob sie Kinder unter zwölf Jahren zu 2G-Angeboten mitnehmen, lag Anfang Oktober 2021 in Hamburg in der Verantwortung der Erziehungsberechtigten.
Hamburg überließ es seinerzeit Gastwirten und Veranstaltern, ob sie per Hausrecht die 2G-Regel anwenden. Dazu mussten Betreiber oder Veranstalter, die das Betreten ihres Betriebs oder ihrer Veranstaltung nach dem 2G-Zugangsmodell nur nach Vorlage eines Coronavirus-Impfnachweises oder eines Genesenennachweises gestatten wollen, diesen Umstand der zuständigen Behörde vorab elektronisch anzeigen. Ein Betrieb im Zwei-G-Zugangsmodell war erst nach Übermittlung der Anzeige gestattet. Der Staatsrechtler Henrik Eibenstein stellt klar, dass die Hamburger Regelung vom Oktober 2021 „keine staatlich angeordnete 2G-Regel darstellt, sondern Gewerbetreibenden eben ‚nur‘ die Option einräumt, ihr Angebot – dann unter den Vorzügen einer Aufhebung diverser Einschränkungen – exklusiv Geimpften und Genesenen zu eröffnen.“ Ein solches Wahlrecht halten der Rechtswissenschaftler Christian Ernst sowie Bundesjustizministerin Christine Lambrecht für zulässig.
Dem Beispiel Hamburgs folgten weitere Bundesländer.
Das Verwaltungsgericht Berlin entschied bereits am 20. August 2021, dass ein generelles Verbot von Tanzveranstaltungen in Berlin nicht verhältnismäßig sei und die durch Art. 12 Abs. 1 GG geschützte Berufsausübung der betroffenen Betreiber von Diskotheken und Clubs unzulässig einschränke. Das Risiko für Teilnehmer an derartigen Veranstaltungen, sich mit SARS-CoV-2 zu infizieren, könne und dürfe dadurch minimiert werden, dass nur gegen COVID-19 Geimpfte und als von der Krankheit genesen Geltende Zutritt zu solchen Veranstaltungen erhielten. Da auch eine Impfung nicht mit hundertprozentiger Sicherheit vor einer Ansteckung schütze, hält der Verfassungsrechtler Ulrich Battis diese Differenzierung aus verfassungsrechtlicher Sicht für unzulässig.
Im Beschluss vom 29. September 2021 meinte das VG Frankfurt am Main, der hessische Verordnungsgeber habe es in der Dritten Verordnung zur Änderung der Coronavirus-Schutzverordnung versäumt, wie es § 28a Abs. 5 Satz 1 IfSG erfordere, dazulegen, aus welchem Grund ausgerechnet und einzig Verkaufsstätten und ähnliche Einrichtungen im Sinne von § 21 CoSchuV von dem 2G-Zugangsmodell ausgenommen werden sollen. Es gestattete einer Einzelhändlerin einstweilen den Verkauf von Grills und Grillzubehör mit 2G-Regel.
Für die Zeit vom 8. bis zum 25. November 2021 galt in Sachsen ein sog. 2G-Optionsmodell. Bereits zu diesem frühen Zeitpunkt galten 2G-Regeln in Sachsen ausdrücklich auch für Fußballspiele.
Am 10. November 2021 erklärte der Virologe Christian Drosten, dass seiner Einschätzung nach angesichts der stark ausgeprägten vierten Welle weder 3G- noch 2G-Regelungen ausreichen würden, um den Anstieg der Zahl Neuinfizierter abzubremsen. Kurzfristig müsse man wieder Maßnahmen diskutieren, „die wir eigentlich hofften, hinter uns zu haben“, auch Lockdowns.
Am 2. Dezember 2021 teilte der niedersächsische Ministerpräsident Stephan Weil mit, dass er erwäge, die 2G plus-Regel dahingehend zu modifizieren, dass Booster-Geimpfte in Niedersachsen von der Pflicht zu tagesaktuellen Tests befreit werden. Weil begründete dies mit einem erhöhten Impfschutz der Menschen mit einer Drittimpfung. Dieser sei auf einem derart hohen Niveau, dass die Gefahr, dass Geimpfte untereinander das Virus weitergeben, „wahrscheinlich nur noch verschwindend gering“ sei.
Mit Beschluss vom 10. Dezember 2021 setzte das Oberverwaltungsgericht Niedersachsen die 2G-Plus-Regel für körpernahe Dienstleistungen wie Friseure oder Fußpfleger mit sofortiger Wirkung außer Kraft. Die 2G-Plus-Regel für Sportstätten und kulturelle Einrichtungen wie Theater und Kinos hielt das Gericht dagegen für rechtmäßig. Am 16. Dezember kippte das Gericht schließlich die 2G-Regel für den Einzelhandel komplett.
Als erste Hochschule in Deutschland ordnete am 14. November 2021 die Friedrich-Alexander-Universität Erlangen-Nürnberg eine 2G-Regelung für Präsenzveranstaltungen an – mit der Folge, dass nicht als „genesen“ bzw. „vollständig geimpft“ geltende Studierende von ihnen ausgeschlossen wurden. In Baden-Württemberg wurde mit Wirkung vom 25. November 2021 eine landesweit geltende 2G-Regelung für Präsenzveranstaltungen in Hochschulen angeordnet. Dort machte sich die Landesregierung Sorgen um die „Studierfähigkeit des Studiums“, d. h. darum, dass nicht geimpfte Studierende ihre Studienzeit verlängern bzw. ihr Studium abbrechen müssten. Der Verwaltungsgerichtshof Baden-Württemberg setzte mit Beschluss vom 15. Dezember die 2G-Regel für Hochschulen mit sofortiger Wirkung außer Kraft. Daraufhin erließ das Land jedoch eine neue Coronaschutzverordnung, mit der die 2G-Regel an Hochschulen mit Verweis auf die Omikron-Variante wieder eingeführt wurde. Der Verwaltungsgerichtshof Baden-Württemberg setzte mit Beschluss vom 21. Januar die 2G-Regel an Hochschulen erneut außer Kraft. Nach Ansicht des Gerichts sei das Land Baden-Württemberg nicht befugt, Zugangsbeschränkungen für Ungeimpfte dauerhaft – und damit unabhängig von der jeweiligen Hospitalisierungsinzidenz – zu verhängen. Das Bundesrecht sieht für derartige Einschränkungen ausdrücklich eine Anknüpfung an die Hospitalisierungsinzidenz vor, das Land dürfe hiervon nicht abweichen.
Am 19. Januar 2022 setzte der Bayerische Verwaltungsgerichtshof die 2G-Regel für den Einzelhandel außer Kraft. Die 2G-Regel im Einzelhandel sei zwar grundsätzlich rechtmäßig, die konkrete Ausgestaltung in Bayern verletze aber das Bestimmtheitsgebot, da aus dem Gesetz nicht mit hinreichender Sicherheit hervorgehe, welche Geschäfte als "Geschäfte des täglichen Bedarfs" von der 2G-Regel ausgenommen sind.

#### Ungleichbehandlung „vollständig Geimpfter“ und „Geboosterter“
Mit Wirkung vom 4. Dezember 2021 verfügte das Land Niedersachsen, dass die Testpflicht „beim Besuch von Einrichtungen, Betrieben und Veranstaltungen, für die derzeit die 2Gplus-Regelungen gelten,“ nicht bei „Geboosterten“ angewendet werden soll. Niedersachsen reagiere mit der neuen Regelung auf wissenschaftliche Erkenntnisse, nach denen die Gefahr einer Infektion mit dem und einer Übertragung des Corona-Virus nach dem Erhalt der Auffrischungsimpfung ausgesprochen gering sei. Darüber hinaus solle die Regelung dazu beitragen, die stark beanspruchten Testkapazitäten zu entlasten.
Damit schuf das Land Niedersachsen eine zweite Stufe der Rückgabe von Freiheitsrechten an Menschen mit einer (vermeintlich) geringen Gefährdung durch SARS-CoV-2.
Dem Beispiel Niedersachsens folgte am 6. Dezember Baden-Württemberg. Die Konferenz der Gesundheitsminister beschloss am 14. Dezember 2021, die Testpflicht für Geboosterte weitgehend auszusetzen. Es gelte, nicht nur die Ressource Testsets zu schonen, sondern auch eine starke Motivation zum Aufbau einer Boosterimpfung aufzubauen. Die Verantwortbarkeit eines Verzichts auf Vollzug der Testpflicht solle überprüft werden, sobald die SARS-CoV-2-Variante Omikron in Deutschland dominant geworden sei. Wegen der hohen 7-Tage-Inzidenz im Land setzte Sachsen-Anhalt die Ausnahmeregelung der Gesundheitsministerkonferenz allerdings nicht um.
Nach der in Baden-Württemberg geltenden Regelung sind von der Testpflicht befreit:
- Personen mit einer Boosterimpfung,
- Geimpfte mit abgeschlossener Grundimmunisierung, wenn seit der letzten erforderlichen Einzelimpfung nicht mehr als 6 Monate vergangen sind, und
- Genesene, deren Infektion nachweislich maximal 6 Monate zurückliegt.

Kritisch beurteilte das Robert Koch-Institut es, dass lange Zeit Menschen, die nach dem Erwerb ihres Status als „vollständig Geimpfte“ nach nur einer Impfung mit dem Vakzin von Johnson & Johnson kurz zuvor ihre Zweitimpfung erhalten haben, als „Geboosterte“ bezeichnet bzw. „Geboosterten“ gleichgestellt wurden: Im Unterschied zu den anderen zugelassenen Impfstoffen habe das Vakzin bereits gegenüber der Delta-Mutante von COVID-19 eine vergleichsweise geringe Impfstoffwirksamkeit gezeigt und der Impfschutz habe nach einer nur einmaligen Impfstoffdosis schneller abgenommen als die Wirkung nach der zweiten Impfung bei den anderen Vakzinen, bei denen diese Impfung für die Anerkennung des Status eines „vollständig Geimpften“ erforderlich sei. Aus dem mangelhaften Schutz Geimpfter nach nur einer Impfung leitete das RKI frühzeitig die Forderung ab, dass die Zweitimpfung von mit dem Vakzin von Johnson & Johnson Erstgeimpften als „Vervollständigung der Grundimmunisierung“ bewertet werden müsse.

## Einzelne Maßnahmen

### AHA-Regel

#### Maskenpflicht
Am 26. Juni 2020 lehnte der Bayerische Verwaltungsgerichtshof es ab, das eingeschränkte Gebot zum Tragen einer Mund-Nasen-Bedeckung in Gottesdiensten außer Kraft zu setzen.
Am 23. Oktober 2020 lehnte das Verfassungsgericht des Landes Brandenburg einen Antrag im vorläufigen Rechtsschutz gegen die Maskenpflicht (Pflicht zum Tragen einer Mund-Nasen-Bedeckung) im öffentlichen Nahverkehr und in Ladenlokalen ab. Der Antragsteller habe schon nicht dargelegt, dass ihm ein bleibender Nachteil drohe.
Am 25. November 2020 lehnte das Thüringer Oberverwaltungsgericht (OVG) es ab, eine Verordnung außer Kraft zu setzen, aus der eine Maskenpflicht für Schüler außerhalb des Unterrichts folge. Dabei nahm das OVG auch Bezug auf die neue Rechtslage: „Der Gesetzgeber selbst hat nunmehr in § 28a IfSG unmittelbar zum Ausdruck gebracht, dass die Feststellung des Coronavirus und die dadurch verursachte Krankheit COVID-19 nach der vom Bundestag festgestellten epidemischen Lage von nationaler Tragweite (zuletzt: BT-Drs. 19/24387) Grundlage für die Anordnung von infektionsschutzrechtlichen Maßnahmen ist, die sich nicht nur an Kranke, Krankheitsverdächtige, Ansteckungsverdächtige oder Ausscheider, sondern auch an Dritte richten können.“
Mit Beschluss vom 7. Dezember 2020 lehnte das Sächsische Oberverwaltungsgericht (OVG) es ab, die Verpflichtung zum Tragen einer Mund-Nasen-Bedeckung (Maskenpflicht) in Schulen außer Vollzug zu setzen. Die Antragstellerin war Betreiberin von Berufsfachschulen. Das OVG stellte dabei unter anderem auf § 28a Abs. 1 Nr. 2 Infektionsschutzgesetz (IfSG) ab, der eine solche Maskenpflicht ausdrücklich unter bestimmten Voraussetzungen als Maßnahme gegen die COVID-19-Pandemie vorsieht.
Am 8. Dezember 2020 scheiterte eine Schülerin vor dem Bayerischen Verwaltungsgerichtshof mit dem Antrag, sie vorläufig von der Maskenpflicht auf dem Schulgelände zu befreien. Die vorgelegten Atteste seien nicht ausreichend. Insbesondere enthielten sie keine Diagnosen, aus denen eine gesundheitliche Beeinträchtigung glaubhaft gemacht worden sei.

### Datenschutz

#### Kontaktnachverfolgung
Am 28. August 2020 entschied der Verfassungsgerichtshof des Saarlandes auf einen Antrag teilweise zugunsten des Antragstellers. Hinsichtlich der Kontaktnachverfolgung fehle es an einem parlamentarischen Gesetz als Grundlage der Datenerhebung, das hinreichend bestimmt sei.
Am 21. Oktober 2020 lehnte der Bayerische Verfassungsgerichtshof es ab die Regelungen zur Erfassung von Kontaktdaten in der Siebten Bayerischen Infektionsschutzmaßnahmenverordnung außer Vollzug zu setzen. Das Gericht sah keinen Mangel der gesetzlichen Grundlage der Datenerhebung. Es lasse sich „bei der im Verfahren des einstweiligen Rechtsschutzes gebotenen überschlägigen Prüfung nicht feststellen, dass die angegriffenen Vorschriften der Siebten Bayerischen Infektionsschutzmaßnahmenverordnung wegen Fehlens einer ausreichenden Ermächtigungsgrundlage oder wegen einer Abweichung von den Vorgaben der bundesrechtlichen Ermächtigung gegen das Rechtsstaatsprinzip der Bayerischen Verfassung verstoßen.“
Am 11. November 2020 entschied das Sächsische Oberverwaltungsgericht im Eilverfahren zu Lasten der Antragstellerin. Die „Frage der hinreichenden Bestimmtheit der Verordnungsermächtigung für Kontaktdatenerhebungen“ ließ das Gericht im einstweiligen Rechtsschutz offen, die Folgenabwägung falle aber zuungunsten der Antragstellerin aus.

### Ausgangs-, Aufenthalts-, Kontakt- und Einreisebeschränkungen

#### Einschränkungen der Bewegungsfreiheit im Allgemeinen
Der frühere Präsident des Bundesverfassungsgerichts, Hans-Jürgen Papier, erklärte Anfang April 2020 gegenüber der Süddeutschen Zeitung, er halte die derzeitigen Einschränkungen der Bewegungsfreiheit zwar für rechtmäßig, Politik und Verwaltung müssten jedoch immer wieder prüfen, ob weniger einschneidende Maßnahmen möglich seien. Das Oberverwaltungsgericht Münster urteilte am 6. Juli 2020, dass Kontaktbeschränkungen und Quarantänemaßnahmen, die über einen ganzen Kreis verhängt werden, auch dann auf ihre Verhältnismäßigkeit überprüft werden müssten, wenn die Grenze von 50 Neuinfektionen pro 100.000 Einwohner pro Woche in diesem Kreis überschritten werde. Dies gelte jedenfalls dann, wenn nur in bestimmten Gemeinden des Kreises ein Infektionsgeschehen erkennbar sei, das gegenüber dem übrigen Nordrhein-Westfalen erhöht sei. Am 26. März 2021 erklärte das Landesverfassungsgericht Sachsen-Anhalt die Bestimmungen der am 15. September 2020 erlassenen achten Eindämmungsverordnung zu Beschränkungen privater Feiern für verfassungswidrig, da die Ermächtigungsgrundlage gefehlt habe.

#### Ausgangssperre
Die Anwältin Jessica Hamed vertrat in der Frankfurter Rundschau die Auffassung, diejenigen Ausgangssperren, die nicht als Rechtsverordnungen, sondern als Allgemeinverfügungen mit Verweis auf das Infektionsschutzgesetz (IfSG) erlassen wurden, seien rechtswidrig. Der § 28 IfSG decke lediglich Eingriffe, die auf Einzelpersonen bezogen seien, nicht aber solche auf die Allgemeinheit. Außerdem sei die Verhältnismäßigkeit einiger Beschränkungen zweifelhaft.
Als „unverhältnismäßig“ und in sich widersprüchlich bewertete der Verfassungsgerichtshof des Saarlandes die Ausgangssperre im Saarland, die das Verlassen der Wohnung „nur bei Vorliegen triftiger Gründe“ erlaubte. Sie wurde am 28. April 2020 von dem Gericht mit sofortiger Wirkung weitgehend außer Vollzug gesetzt. Der Gerichtshof folgte damit dem Eilantrag zur Verfassungsbeschwerde eines Bürgers. Es sei nicht ersichtlich, inwiefern im Saarland eine Kontaktsperre nach dem Vorbild anderer Länder nicht hinreichend wirksam sein solle.
Der Bayerische Verwaltungsgerichtshof lehnte am 28. April einen Eilantrag auf sofortige Lockerung der Ausgangssperre mit der Begründung ab, dem Antragsteller entstehe praktisch kein Schaden, weil es viele triftige Gründe gebe, die Wohnung zu verlassen. Im Hinblick auf die Zweite Bayerische Infektionsschutzmaßnahmenverordnung stellte das Gericht insbesondere fest: „Aus der Gesamtschau der (…) Regelbeispiele ergibt sich bei verfassungskonformer Auslegung (…), dass im Grundsatz jeder sachliche und einer konkreten, nicht von vorneherein unzulässigen Bedürfnisbefriedigung dienende Anlass als ‚triftiger Grund‘ (…) geeignet ist, das Verlassen der eigenen Wohnung zu rechtfertigen.“
Am 14. Dezember 2020 lehnte der Bayerische Verwaltungsgerichtshof einen Eilantrag gegen eine nächtliche Ausgangssperre in einem Hotspot ab. Die Beschränkung sei voraussichtlich rechtmäßig, insbesondere auch verhältnismäßig. Es handele sich auch nicht um eine Freiheitsentziehung, so dass auch nicht die Entscheidung einem Richter vorbehalten sei. Mit Entscheidung vom 17. Dezember 2020 lehnte ebenfalls der Bayerische Verfassungsgerichtshof es ab, die Regelung vorläufig außer Vollzug zu setzen.
Am 18. Dezember 2020 lehnte der Verwaltungsgerichtshof Baden-Württemberg drei Anträge ab, die nächtliche Ausgangssperre in Baden-Württemberg vorläufig außer Kraft zu setzen. Die Regelung beruhe auf einer ausreichenden Rechtsgrundlage und sei auch verhältnismäßig.
Der Augsburger Staatsrechtler Josef Franz Lindner kritisierte im Januar 2021 in der Zeit, dass die Verfassungs- und Verwaltungsgerichte ihrer notwendigen Kontrollfunktion angesichts der massiven Grundrechtseinschränkungen im Zuge der Pandemie immer weniger nachkämen, sich vielmehr „von der zunehmend alarmistischen Rhetorik der Politik anstecken lassen“: „Jede Maßnahme, die auch nur ganz entfernt, nur theoretisch dazu beitragen kann, Kontakte (und damit potenzielle Virusübertragungen) zu vermeiden, wird von den Gerichten akzeptiert.“ Als Extrembeispiele nennt er die Eilentscheidungen des Bayerischen Verwaltungsgerichtshofs und des Bayerischen Verfassungsgerichtshofs zu den Ausgangsbeschränkungen, die das Verbot abendlichen Joggings für rechtmäßig erklären, obwohl „der tatsächliche Beitrag des Verbots für die Kontaktreduzierung so gering ist, dass er in keinem Verhältnis zum Ausmaß des Grundrechtseingriffs steht: minimaler Effekt bei maximaler Freiheitsbeschränkung.“ Die Politik habe, wie die hohen Todeszahlen bei den über 80-jährigen Menschen zeigten, beim Schutz dieser Menschen leider nicht denselben Ehrgeiz an den Tag gelegt wie bei der Verhängung immer härterer Freiheitseingriffe zulasten aller. Indem die Gerichte sich dem nicht entgegenstellten, stehe die Justiz, so Lindner, „mittlerweile auf Linie einer auf Repression fokussierten Exekutive“.
Am 26. Januar 2021 setzte der Bayerische Verwaltungsgerichtshof die Regelung vorläufig außer Kraft, der zufolge Bewohner eines Landkreises oder einer kreisfreien Stadt in Bayern sich nicht weiter als 15 km von ihrem Wohnort entfernen dürfen, wenn in ihrer Kommune vom Robert Koch-Institut eine 7-Tage-Inzidenz von mehr als 200 Neuinfizierten auf 100.000 Einwohnern festgestellt wurde („Bewegungsradius-Regelung“). Ein Einreiseverbot für „Gebietsfremde“ zum Schutz vor einer Überbeanspruchung von Erholungsgebieten und der touristischen Infrastruktur vor einer Überbeanspruchung durch Tagesausflügler hingegen sei zulässig. Es wird aber nicht die Verhältnismäßigkeit der Regelung in Frage gestellt, sondern nur deren fehlende Bestimmtheit bemängelt: Die Regelung sei „unvollständig“ und „nicht hinreichend deutlich und anschaulich“. Die Frage, inwiefern die Regelung geeignet sei, ihr Ziel zu erreichen, wird offengelassen, unter anderem mit einem Hinweis auf „die Gefahr [sic!] der verstärkten Ansammlungen von Personen innerhalb des 15-km-Umkreises“. Auch dieses Urteil folgt somit der repressiven Linie des Bayerischen Verwaltungsgerichtshofs.
Eine Allgemeinverfügung der Region Hannover vom 31. März 2021, durch die über die Region eine nächtliche Ausgangssperre verhängt wurde, setzte am 7. April 2021 das Niedersächsische Oberverwaltungsgericht vorläufig durch einen Eilbeschluss außer Kraft. Dem Eilbeschluss zufolge sei diese Ausgangssperre voraussichtlich rechtswidrig; denn sie sei nicht erforderlich. Es gebe keine Beweise dafür, dass es in der Region nachts in erheblichem Umfang Verstöße gegen Kontaktbeschränkungen gebe und dass die Behörden vor Beschluss der Allgemeinverfügung alles Erforderliche unternommen hätten, um Verstöße gegen die Beschränkungen festzustellen und zu unterbinden. Es sei „nicht zielführend, ein diffuses Infektionsgeschehen ohne Beleg in erster Linie mit fehlender Disziplin der Bevölkerung sowie verbotenen Feiern und Partys im privaten Raum zu erklären“.
Am 5. Mai 2021 lehnte das Bundesverfassungsgericht mehrere Anträge auf Erlass einer einstweiligen Anordnung ab. Mit ihnen sollten die bundeseinheitlichen nächtlichen Ausgangssperren aufgrund des Vierten Gesetzes zum Schutz der Bevölkerung bei einer epidemischen Lage von nationaler Tragweite vorübergehend außer Kraft gesetzt werden. Der Antrag eines Beschwerdeführers, der nach eigenen Angaben nach überstandener COVID-19-Erkrankung immunisiert sei, wird in einem eigenen Verfahren behandelt.

#### Auflagen für den Aufenthalt im Freien
Bezüglich der in Berlin und Brandenburg angewandten Praxis, das Sitzen im öffentlichen Raum durch die Polizei unterbinden zu lassen, ist der Jurist Udo Vetter der Ansicht, eine Pause sei „notwendiger Teil der Bewegung an der frischen Luft, und die ist nach wie vor erlaubt“. Auch der Rechtswissenschaftler Clemens Arzt ist der Meinung, das Sitzen einer Person auf einer Bank gebe der Polizei keine Befugnis, diese Person zu kontrollieren; weiterhin ist er der Auffassung, die verordnete Verschärfung der Ausweispflicht zur Mitführpflicht sei ohne Rechtsgrundlage. Am 2. April 2020 erlaubte der Berliner Senat „kurzes Ausruhen“ auf einer Parkbank wieder.

#### Unklarer Reisebegriff
Am Abend der Verabschiedung des Dritten Gesetzes zum Schutz der Bevölkerung bei einer epidemischen Lage von nationaler Tragweite zur Änderung des Infektionsschutzgesetzes (IfSG) am 18. November 2020 kritisierte die Verfassungsrechtlerin Anika Klafki, dass die Schlussbestimmung des neuen § 28a IfSG (15. „Reisebeschränkungen“) zu kurz geraten sei. Den Ländern werde ein zu großer Ermessensspielraum dafür gegeben, eigenständig zu bestimmen, was als „Reise“ gelten könne, so dass eine Vielzahl an Gerichtsverfahren zu dem Aspekt zu erwarten sei. Entsprechende Kritik am unklaren Reisebegriff hatte Anika Klafki bereits im Gesetzgebungsverfahren in ihrer Stellungnahme geäußert.

#### Einreiseverbote und Inselsperrungen
Gemäß § 4a der Verordnung der Landesregierung vom 3. April 2020 sollte es Einwohnern Mecklenburg-Vorpommerns für den Zeitraum von Freitag, 10. April 2020, 0:00 Uhr, bis Montag, 13. April 2020, 24:00 Uhr untersagt sein, tagestouristische Ausflüge zu den Ostseeinseln und der Mecklenburgischen Seenplatte zu unternehmen. Dieses Verbot wurde durch das Oberverwaltungsgericht Mecklenburg-Vorpommern mit Beschluss vom 9. April 2020 vorläufig außer Vollzug gesetzt. Alle Reisen in das Gebiet des Landes Mecklenburg-Vorpommern aus anderen Bundesländern blieben gem. § 4 Abs. 1 der Verordnung aber weiterhin untersagt.

#### Quarantäne nach Einreise
Am 20. November 2020 setzte das Oberverwaltungsgericht Nordrhein-Westfalen die Quarantänepflicht für Reiserückkehrer aus einem Risikogebiet (Absonderung) in Nordrhein-Westfalen vorübergehend außer Vollzug. Es sei nicht nachvollziehbar, warum jemand auch dann ein erhöhtes Risiko darstellen würde, wenn er aus einem Gebiet zurückgekehrt sei, in dem die Inzidenzwerte vergleichbar wie die zu Hause gewesen seien.
Am 30. November 2020 lehnte das Niedersächsische Oberverwaltungsgericht es ab, die Niedersächsische Quarantäne-Verordnung vom 6. November 2020 vorläufig außer Vollzug zu setzen. Es begründete seine Entscheidung unter anderem damit, dass Touristen im Reiseland andere Kontakt- und Bewegungsprofile hätten als die daheim Gebliebenen. In Deutschland könne man gerade aufgrund des Lockdown light keine touristischen Angebote in Anspruch nehmen.
Am 3. Dezember 2020 lehnte das Oberverwaltungsgericht Berlin-Brandenburg es ab, die brandenburgische SARS-CoV-2-Quarantäneverordnung in der Fassung der Änderung vom 13. November 2020 vorübergehend außer Vollzug zu setzen. Zum einen seien die Antragsteller durch diese Verordnung voraussichtlich gar nicht betroffen. Aber auch ein Antrag gegen eine spätere Verordnung sei voraussichtlich nicht begründet. Die Inzidenz sei im geplanten Reiseland, den Vereinigten Arabischen Emiraten, zwar nicht höher angegeben als im heimischen Landkreis. Die Antragsteller hätten jedoch nicht vorgetragen, dass im Urlaubsland vergleichbare Einschränkungen, unter anderem Kontakteinschränkungen und Hygienegebote, gelten würden. Auch würden Touristen sich anders verhalten und mehr Kontakte haben als zuhause bleibende Personen.
Ebenfalls am 3. Dezember lehnte der Bayerische Verwaltungsgerichtshof es ab, die bayrische Einreise-Quarantäneverordnung vorübergehend außer Vollzug zu setzen. Die Abwägung der jeweiligen Folgen falle unter Berücksichtigung der gesetzgeberischen Wertungen des neuen § 28a Infektionsschutzgesetz (IfSG) zu Lasten des Antragstellers aus.
Weiterhin am 3. Dezember 2020 lehnte der Verwaltungsgerichtshof Baden-Württemberg (VGH) es ab, die dortige Corona-Verordnung Einreise-Quarantäne (CoronaVO EQ) vorläufig außer Vollzug zu setzen. Der VGH führte in der Pressemitteilung aus: „Die Pflicht zur Quarantäne nach Einreise aus einem ausländischen Risikogebiet sei auch nicht im Hinblick auf die auch in Deutschland hohen und zum Teil höheren Infektionszahlen als in ausgewiesenen Risikogebieten zu beanstanden. Der seit dem 2. November in Deutschland angeordnete ‚lockdown light‘ schränke die gesamte Mobilität als auch den Reiseverkehr innerhalb der Bundesrepublik massiv ein.“
Am 7. Dezember 2020 lehnte das Thüringer Oberverwaltungsgericht (OVG) es ab, die Fünfte Thüringer Quarantäneverordnung und damit die angeordnete Quarantäne für Reiserückkehrer vorläufig außer Vollzug zu setzen. Die Erfolgsaussichten in der Hauptsache ließ das OVG offen, auch wenn es vor allem Argumente für eine Rechtmäßigkeit nannte. „Im Rahmen der Folgenabwägung erweise sich als entscheidend, dass eine auch nur vorläufige Außervollzugsetzung zu einer Gefahr für Gesundheit, Leib und Leben einer unüberschaubaren Vielzahl von Menschen werden könne, weil sie aufgrund ihrer Allgemeinverbindlichkeit weit über den Fall des Antragstellers hinaus wirken würde.“
Ebenfalls am 7. Dezember lehnte das Oberverwaltungsgericht Berlin-Brandenburg einen Antrag ab, die SARS-CoV-2-Quarantäneverordnung des Landes Brandenburg für Reiserückkehrer außer Kraft zu setzen.
Am 10. Dezember 2020 wies das Oberverwaltungsgericht des Saarlandes einen Eilantrag gegen Quarantäne-Maßnahmen bei Reiserückkehrern ab. Die Rechtmäßigkeit der entsprechenden Verordnung ließ das Gericht offen. Bei der Folgenabwägung würden aber nach der Pressemitteilung „die Interessen der Gesamtbevölkerung am Schutz von Leib und Leben“ gegenüber den Interessen von der Antragstellerin geltend gemachten Gründe überwiegen.
Am 11. Dezember 2020 wies das Oberverwaltungsgericht des Landes Sachsen-Anhalt einen Eilantrag auf vorläufige Außervollzugsetzung der dortigen Quarantäne-Verordnung ab. Es begründete seine Entscheidung nach der Pressemitteilung unter anderem damit, dass sich das Verhalten von Auslandsurlaubern wesentlich von dem der im Inland verbliebenen Personen unterscheide, „zumal hier Beherbergungsbetriebe für touristische Zwecke, Gastronomie- und Kulturbetriebe derzeit geschlossen seien“.

#### Beherbergungsverbote
Beherbergungsverbote bzw. Beherbergungseinschränkungen wurden bis zum Oktober 2020 von vielen Gerichten vorläufig außer Vollzug gesetzt. Im November 2020 weigerte sich der Verwaltungsgerichtshof Baden-Württemberg jedoch, ein Beherbergungsverbot des Lockdown light außer Vollzug zu setzen. Mit Beschluss vom 26. März 2021 lehnte das Oberverwaltungsgericht Nordrhein-Westfalen es ab, das geltende Beherbergungsverbot vorläufig außer Kraft zu setzen. Dabei hob das Gericht hervor, dass das Beherbergungsverbot sich auf den neuen § 28a Infektionsschutzgesetz (IfSG) stützen könne und insbesondere deshalb nicht gegen die Wesentlichkeitsdoktrin verstoße.

#### Nutzungsverbote für Zweitwohnungen
Am 31. März 2020 gab das Verwaltungsgericht Potsdam einer Klage zweier Berliner statt, die entgegen einer Allgemeinverfügung des Landkreises Ostprignitz-Ruppin weiterhin ihre Zweitwohnsitze betreten wollen. Das Urteil erklärte die Verfügung als solche nicht für rechtswidrig; es hat somit keine direkte rechtliche Wirkung für andere Betroffene. In einer Stellungnahme warnte der Landrat vor einer Überlastung der Krankenhäuser im Landkreis und erklärte: „Viele […] verweisen auf das Recht am Eigentum. Dabei ist das größte Gut, was wir besitzen, unsere Gesundheit.“ Nachdem das Oberverwaltungsgericht Berlin-Brandenburg eine entsprechende Beschwerde des Landkreises abwies wurde die Allgemeinverfügung vom Landkreis am 8. April 2020 außer Vollzug gesetzt.
Die Einschränkungen für Zweitwohnungen sind oder waren in den Bundesländern sehr unterschiedlich. Beispielsweise durften Besitzer von Zweitwohnungen in Schleswig-Holstein zwar bleiben, nach der Abreise aber nicht ohne triftigen Grund erneut einreisen; Zweitwohnungsbesitzer auf den Inseln und den Halligen mussten abreisen. In Bayern waren Fahrten zum Zweitwohnsitz während der Ausgangsbeschränkungen nur mit triftigen Grund gestattet. In Niedersachsen war der Aufenthalt in der Zweitwohnung weiterhin erlaubt, jedoch wurden im März an der Küste landkreisbezogene Nutzungsverbote verfügt.

#### Schließung von Angeboten der Eingliederungshilfe
Mit Beschluss vom 29. April 2020 setzte das Thüringer Oberverwaltungsgericht eine Vorschrift der Thüringer Coronaschutzverordnung, die ein Verbot von Angeboten der Eingliederungshilfe sowie eine sofortige Schließung aller Einrichtungen der Behindertenhilfe anordnete, außer Vollzug. Diese Vorschrift sei bereits zu unbestimmt, da nicht klar sei, was der Gesetzgeber unter einer „dringenden Notwendigkeit“, die eine Erbringung von Leistungen der Eingliederungshilfe ausnahmsweise doch erlaube, verstehe. Unter der Annahme, dass jedenfalls Kost und Logis der behinderten Menschen auch während der Pandemie gesichert sein müssen, sei die Vorschrift offensichtlich nicht geeignet, ihr Ziel zu erfüllen, da der Kontakt behinderter Menschen untereinander etwa beim gemeinsamen Mittagessen unumgänglich sei. Soweit die Vorschrift weitergehende Dienstleistungen wie etwa Leistungen der medizinischen Rehabilitation umfasst, stelle sie eine unzulässige Diskriminierung aufgrund der Behinderung dar. Nachdem der Gesetzgeber mit der folgenden Coronaschutzverordnung die gleiche Vorschrift erneut einführte, setzte das Thüringer Oberverwaltungsgericht mit Beschluss vom 8. Mai 2020 auch diese Vorschrift außer Kraft. Die Wiedereinführung der durch Beschluss des Gerichts außer Vollzug gesetzten Vorschrift stelle eine Verletzung der entgegenstehenden Rechtskraft der gerichtlichen Entscheidung dar.

### Versammlungen und Veranstaltungen

#### Gottesdienstverbote
Der Antrag eines in Hessen lebenden Katholiken auf Erlass einer einstweiligen Anordnung, durch welche Gottesdienste in Kirchen, Synagogen und Moscheen erlaubt werden sollten, wurde vom Bundesverfassungsgericht am 10. April 2020 abgewiesen. Jedoch stelle das Bundesverfassungsgericht klar, dass ein Gottesdienstverbot als schwerer Eingriff in die Glaubensfreiheit eine fortlaufende Prüfung der Verhältnismäßigkeit erfordere. Hessen ließ ab 1. Mai wieder Gottesdienste zu, es mussten Abstandsregeln eingehalten werden, weitere Auflagen, wie eine Maskenpflicht, verhängte das Land zunächst nicht.
Am 29. April setzte das Bundesverfassungsgericht die Corona-Verordnung des Landes Niedersachsen teilweise vorläufig außer Vollzug. Es ermöglichte damit Ausnahmen von dem strikten Verbot von Gottesdiensten in Niedersachsen. Im Beschluss schrieb das Bundesverfassungsgericht: „Jedenfalls nach derzeitigem Stand der Erkenntnis und der Strategien zur Bekämpfung der epidemiologischen Gefahrenlage ist ein generelles Verbot von Gottesdiensten in Moscheen ohne die Möglichkeit, im Einzelfall und gegebenenfalls in Abstimmung mit dem Gesundheitsamt Ausnahmen unter situationsgerechten Auflagen und Beschränkungen zulassen zu können, voraussichtlich nicht mit Art. 4 GG vereinbar.“ Zuvor hatte das Niedersächsische Oberverwaltungsgericht es noch abgelehnt, das entsprechende Verbot der „Zusammenkünfte in Kirchen, Moscheen, Synagogen und die Zusammenkünfte anderer Glaubensgemeinschaften, einschließlich der Zusammenkünfte in Gemeindezentren“ vorläufig außer Kraft zu setzen.

#### Demonstrationsverbote

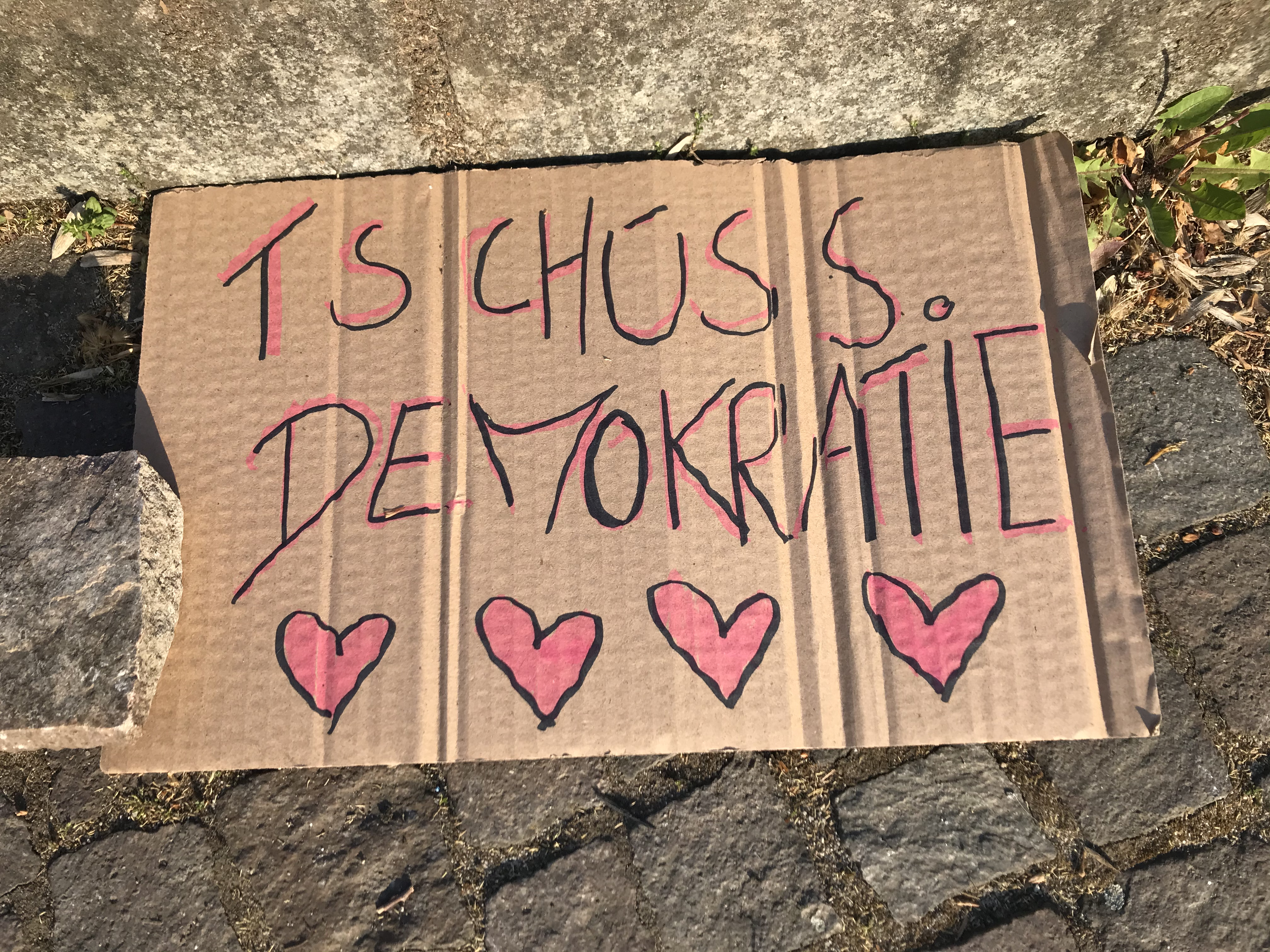
Schild nach einer Demonstration Ende April 2020 in Berlin für die Grundrechte anlässlich der politischen Maßnahmen im Zusammenhang mit dem Infektionsschutz.

Die Versammlungsfreiheit wurde durch die beschlossenen Infektionsschutzmaßnahmen von Ende März bis Anfang Juni 2020 fast vollständig ausgesetzt. Dies wurde von Juristen kritisiert. Der Lehrstuhlinhaber für Öffentliches Recht und Verfassungstheorie an der Universität Münster Oliver Lepsius bezeichnete Mitte April 2020 die von den Landesregierungen erlassenen Verordnungen, welche zu dem Zeitpunkt alle Demonstrationsverbote beinhalteten, als „unverhältnismäßig, unbestimmt und sinnwidrig“. „Es muss die Möglichkeit bestehen, mit Gleichgesinnten durch eine Demonstration in der Öffentlichkeit gehört zu werden“, so Lepsius. Für den Lehrstuhlinhaber für Öffentliches Recht an der Universität Regensburg Thorsten Kingreen sei „ein für den öffentlichen Diskurs zentrales Grundrecht komplett kaltgestellt, und dies auf einer sehr wackligen gesetzlichen Grundlage“. Die meisten Landesverordnungen enthalten nach Angaben des Journalisten Frederik Schindler offiziell Ausnahmen des Versammlungsverbots, jedoch seien „Demonstrationen […] in den vergangenen Wochen im ganzen Land absolute Einzelfälle“ gewesen. Mehrere Demonstrationen wurden verboten. Für den Berliner Rechtswissenschaftler Clemens Arzt sei das kategorische Verbot im Vorhinein „in keiner Weise mit der Rechtsprechung des Bundesverfassungsgerichts vereinbar und mit dem Grundgesetz kompatibel“. Er sehe insbesondere bei der Versammlungsfreiheit „einen überbordenden Aktionismus zur Aushebelung oder Begrenzung“. Von einer Verfassungswidrigkeit pauschaler Versammlungsverbote geht auch der Rechtswissenschaftler Henrik Eibenstein aus, da es in solchen Fällen „an einer stets erforderlichen Einzelfallprüfung fehlen würde".
Das Bundesverfassungsgericht hob am 15. und 17. April 2020 zwei pauschale Demonstrationsverbote in den Städten Gießen und Stuttgart auf, die von den betroffenen Städten zuvor mit Verweis auf die beschlossenen Infektionsschutzverordnungen der jeweiligen Länder erteilt worden waren. Die verantwortliche Behörde habe den Einzelfall zu berücksichtigen; auch eine stark gestiegene Infektionszahl befreie nicht davon, „möglichst in kooperativer Abstimmung mit dem Antragsteller alle in Betracht kommenden Schutzmaßnahmen in Betracht zu ziehen und sich in dieser Weise um eine Lösung zu bemühen“, so der Beschluss des Verfassungsgerichts vom 17. April.
Am 16. Mai 2020 lehnte das Bundesverfassungsgericht einen Antrag im Eilverfahren ab. Der Antrag hatte sich im Wesentlichen gegen das Verbot von Versammlungen über 50 Personen in Brandenburg gewendet. Der Beschwerdeführer habe schon nicht vor den Verwaltungsgerichten dargelegt, wie bei der von ihm gewünschten Demonstration bis zu 1000 Personen die Hygiene gewährleistet werden könne, insbesondere da in Brandenburg für Versammlungen keine Mund-Nasen-Bedeckungen vorgeschrieben seien.
Am 21. November 2020 lehnte das Bundesverfassungsgericht es ab, das Verbot einer Demonstration am 22. November in Duisburg vorläufig aufzuheben. Es sei nicht ersichtlich, „dass bei der Durchführung der Versammlung das Risiko einer Weiterverbreitung des SARS-CoV-2-Virus durch geeignete Maßnahmen hinreichend eingeschränkt werden könnte.“ Wesentlich war, dass es zuvor bei mehreren Veranstaltungen der „Querdenken-Bewegung“ zu Verstößen gegen die Maskenpflicht und den Mindestabstand kam. Zuvor hatten bereits das Verwaltungsgericht Düsseldorf und das Oberverwaltungsgericht für das Land Nordrhein-Westfalen es abgelehnt, das Verbot der Stadt Duisburg vorläufig außer Kraft zu setzen. Das Verwaltungsgericht bezog sich in seiner Begründung unter anderem auf Erfahrungen mit ähnlichen Veranstaltungen: „In Anbetracht der Erfahrungen mit den Versammlungen der ‚Querdenken-Bewegung‘ insbesondere in Berlin am 29. August 2020, in München am 15. August 2020 und in Leipzig am 7. November 2020, bei denen es jeweils zu zahlreichen Verstößen u.a. gegen die Maskenpflicht und das Mindestabstandsgebot kam, […] kann sich die von der Antragsgegnerin geäußerte Einschätzung, dass es ohne die angeordnete Untersagung erneut zu einer Vielzahl von Verstößen gegen Hygienevorgaben mit entsprechenden erheblichen Infektionsgefahren kommen werde, auf konkrete Erfahrungen aus der jüngeren Vergangenheit stützen.“
Am 30. November 2020 untersagte das Ordnungsamt der Stadtgemeinde Bremen mit für sofort vollziehbar erklärtem Bescheid eine von Querdenken421 in Bremen für den 5. Dezember angemeldete Versammlung. Mit Beschluss vom 2. Dezember 2020 lehnte das Verwaltungsgericht Bremen einen Antrag ab, das Verbot einstweilen außer Vollzug zu setzen. Das Verwaltungsgericht stützte sich unter anderem auf den neuen § 28a Infektionsschutzgesetz (IfSG). In der Begründung hieß es: „Die Erfahrungen anderer Querdenken-Versammlungen in der jüngeren Vergangenheit rechtfertigen die Prognose, dass die Polizeikräfte angesichts des geplanten Umfangs der angemeldeten Versammlung auch bei der Hinzuziehung weiterer Kräfte aus anderen Bundesländern nicht durchgehend in der Lage sein werden, auf die Einhaltung etwaiger infektionsschutzrechtlicher Auflagen hinzuwirken.“ Die Anträge an das Oberverwaltungsgericht Bremen und das Bundesverfassungsgericht hiergegen waren am 4. und 5. Dezember erfolglos. Das Bundesverfassungsgericht schrieb in der Begründung: „Bei Durchführung der beantragten Versammlung mit einer Teilnehmerzahl von ca. 20.000 Personen würden nach der vom Antragsteller nicht widerlegten Feststellung der Antragsgegnerin des Ausgangsverfahrens die gebotenen Mindestabstände nicht eingehalten werden können.“
Ebenfalls am 5. Dezember 2020 bestätigte der Verwaltungsgerichtshof Baden-Württemberg das Verbot von Querdenker-Demonstrationen in Mannheim. Die Umstände rechtfertigten die Annahme, dass der Veranstalter zumindest billigend in Kauf nehme, dass die erlaubte Teilnehmerzahl überschritten werde.
Bereits am 4. Dezember 2020 erlaubte das Oberverwaltungsgericht Nordrhein-Westfalen im vorläufigen Rechtsschutz eine Versammlung unter dem Motto „Abrüstung statt Aufrüstung“ am 5. Dezember mit bis zu 200 Teilnehmern. Zuvor war die Teilnehmerzahl auf lediglich 100 Teilnehmer auf dem Kölner Roncalliplatz beschränkt gewesen.
Mit Beschluss vom 11. Dezember 2020 bestätigte das Sächsische Oberverwaltungsgericht (OVG) wie schon zuvor das Verwaltungsgericht Dresden ein Demonstrationsverbot der Stadt Dresden zu Lasten der Initiative „Querdenken 351“. Das OVG schrieb: „Die Prognose der Antragsgegnerin“ [also der Stadt Dresden] „in Bezug auf ein nicht zu erwartendes Einhalten der Mindestabstände, des Verweigerns des Tragens einer Mund-Nasenabdeckung sowie die Befürchtung, dass den Polizeikräften nicht Folge geleistet werde, sei aufgrund der von der Antragsgegnerin geschilderten Erfahrungen bei Versammlungen in der Vergangenheit, insbesondere auch in Leipzig, nicht zu beanstanden.“ Auch das Bundesverfassungsgericht lehnte am 12. Dezember 2020 einen entsprechenden Eilantrag ab.
Am 12. Dezember 2020 lehnte das Bundesverfassungsgericht es ab, ein Demonstrationsverbot für eine für den gleichen Tag angekündigte Querdenker-Versammlung in Frankfurt einstweilen außer Vollzug zu setzen. Zuvor hatten bereits das Verwaltungsgericht Frankfurt am Main und der Hessische Verwaltungsgerichtshof entsprechende Anträge abgelehnt. Es kam zu Gegendemonstrationen und vereinzelt zu Verstößen gegen das Verbot der Querdenker-Versammlung.
Mit Beschluss vom 17. Dezember 2020 lehnte das Verwaltungsgericht Freiburg es ab, ein Verbot der Stadt Weil am Rhein hinsichtlich einer Demonstration der Querdenker-Bewegung vorläufig außer Vollzug zu setzen. Am 18. Dezember 2020 bestätigte der Verwaltungsgerichtshof Baden-Württemberg diese Entscheidung.

### Einschränkungen der Gewerbefreiheit

#### Quadratmeter-Regelungen für Geschäfte
Gegen die Vorschrift, wonach in den meisten Branchen Verkaufsstellen keine größere Verkaufsfläche als 800 Quadratmeter anbieten durften, gab es vor den Gerichten der Länder eine Vielzahl von Klagen. Der Bayerische Verfassungsgerichtshof (BayVerfGH) in München sah Ende April 2020 in der 800-Quadratmeter-Regel einen verfassungswidrigen Verstoß gegen den Gleichheitsgrundsatz des Grundgesetzes. Dennoch setzte der BayVerfGH die bayrische Rechtsverordnung nicht außer Vollzug (wegen der kurzen Dauer der Regelung und der bestehenden Corona-Notstandslage). Jedoch sei die Vorschrift so zu verstehen, dass auch Geschäfte öffnen dürften, die ihre Verkaufsfläche entsprechend reduzieren würden. Das Niedersächsische Oberverwaltungsgericht hielt die entsprechende niedersächsische Vorschrift mit tatsächlicher Verkaufsfläche für rechtens. Für das Saarland erlaubte das Oberverwaltungsgericht des Saarlandes unter Verweis auf den Gleichheitssatz, eine Lage außerhalb der Innenstadt und ein Hygienekonzept vorläufig die Öffnung eines Möbelgeschäfts mit mehr als 800 Quadratmetern. In Bayern wurde die Verordnung ausdrücklich so gefasst, dass auch eine Reduzierung der Verkaufsfläche möglich sei. Danach lehnte das Bundesverfassungsgericht den Erlass einer einstweiligen Anordnung ab, insbesondere unter Verweis auf die kurze Geltung der Regelung.
Nach der Videoschaltkonferenz der Bundeskanzlerin mit den Regierungschefs der Länder am 25. November 2020 wurden Regelungen erlassen, dass in Geschäften mit mehr als 800 Quadratmetern (einschließlich Einkaufszentren) nur noch ein Kunde pro 20 Quadratmeter auf der 800 Quadratmeter übersteigenden Fläche erlaubt sein solle. In kleineren Geschäften und bezogen auf die Fläche bis 800 Quadratmetern sollte weiterhin 1 Kunde pro 10 Quadratmeter erlaubt sein. Das Oberverwaltungsgericht des Saarlandes (OVG Saarland) setzte am 11. Dezember 2020 Betretungsbeschränkungen für den Lebensmittel-Einzelhandel vorläufig außer Vollzug, soweit es diese verschärften Betretungsbeschränkungen für größere Geschäfte betraf. Die Beschränkung sei nicht bestimmt genug, da unklar bleibe, was alles zu dieser Fläche zähle. Zudem sei zweifelhaft, ob die Regelung erforderlich sei. Am 15. Dezember fasste das OVG Saarland einen entsprechenden Beschluss für die Nachfolgeregelung. Dagegen hielt mit Beschluss ebenfalls vom 11. Dezember 2020 das Oberverwaltungsgericht des Landes Sachsen-Anhalt die entsprechende Regelung in der Verordnung für Sachsen-Anhalt aufrecht. Soweit es aufgrund der Regelung zu Warteschlangen vor den Geschäften kommen sollte, so sei dies hinzunehmen, da diese Warteschlangen voraussichtlich an der freien Luft liegen würden. Mit Beschluss vom 16. Dezember 2020 hat das Niedersächsische Oberverwaltungsgericht (OVG Niedersachsen) die entsprechende niedersächsische Regelung größtenteils aufrechterhalten. Lediglich die Regelung zur Berechnung der maßgeblichen Verkaufsflächen bei Einkaufszentren hat das OVG Niedersachsen vorläufig außer Vollzug gesetzt, da sie nicht bestimmt genug sei. Ebenfalls am 16. Dezember 2020 lehnte der Hessische Verwaltungsgerichtshof es ab, die entsprechende Regelung in Hessen vorläufig außer Vollzug zu setzen. Die Regelung sei bestimmt genug, verhältnismäßig und verstoße nicht gegen den Gleichheitsgrundsatz. Mit entsprechender Begründung lehnte es bereits am 11. Dezember 2020 auch das Oberverwaltungsgericht Berlin-Brandenburg ab, die vergleichbare Regelung für Brandenburg außer Vollzug zu setzen. Das Oberverwaltungsgericht der Freien Hansestadt Bremen lehnte mit Beschluss vom 17. Dezember 2020 einen Antrag ab, die entsprechende Regelung für Bremen für größere Geschäfte vorläufig außer Kraft zu setzen. Die Regelung sei verhältnismäßig. Die Differenzierung zwischen Geschäften verschiedener Größe sei gerechtfertigt.

#### Abholdienste
Mit Beschluss vom 18. Dezember 2020 lehnte der Verwaltungsgerichtshof Baden-Württemberg den Antrag einer Buchhandlung ab, das Abholverbot für den geschlossenen Einzelhandel in Baden-Württemberg außer Vollzug zu setzen. „Diese Einschränkung sei für die geschlossenen Läden zwar eine erhebliche Erschwerung, aber im Hinblick auf die sehr prekäre Infektionslage zumutbar, zumal viele Geschäfte, insbesondere Buchläden bereits Onlineshops und die weiterhin erlaubten Lieferdienste eingerichtet hätten.“ hieß es in der Pressemitteilung.

#### Betrieb von Freizeit-, Spiel- und Vergnügungseinrichtungen
Mit Beschluss vom 27. November 2020 setzte das Oberverwaltungsgericht des Landes Sachsen-Anhalt das Verbot der Öffnung von Wettannahmestellen in Sachsen-Anhalt vorläufig außer Vollzug. Es stützte seine Entscheidung vor allem auf den Vergleich mit den staatlichen Lottoannahmestellen, die weiterhin geöffnet bleiben konnten. Das Verbot der Öffnung von Wettannahmestellen würde sich so nicht schlüssig „in das Gesamtkonzept einfügen“.
Mit Beschlüssen vom 13. und vom 15. November 2020 hat das Thüringer Oberverwaltungsgericht es in vier Eilverfahren abgelehnt, die Schließung von Fitnessstudios aufgrund der damaligen Corona-Verordnung des Landes vorläufig außer Vollzug zu setzen. Das Land müsse aber die Ungleichbehandlung gegenüber sonstigen Sportarten ohne Kontakt begründen.
Mit Beschluss vom 19. November 2020 lehnte das Oberverwaltungsgericht Hamburg (OVG) es ab, die Hamburger Coronavirus-Eindämmungsverordnung teilweise vorläufig außer Kraft zu setzen. Die Antragstellerin wollte wieder ihre Fitnessstudios öffnen lassen. Das OVG hob damit einen Beschluss des Verwaltungsgerichts Hamburg auf. Im Gegensatz zum Verwaltungsgericht sah das OVG keine Probleme der Verordnung hinsichtlich des „Parlamentsvorbehalt[s]“. Das Verwaltungsgericht sah dagegen noch in erster Instanz die Beachtung des „verfassungsrechtlichen Wesentlichkeitsgrundsatzes“ nicht gegeben.
Am 30. November 2020 lehnte der Bayerische Verwaltungsgerichtshof es ab, die Achte Bayerische Infektionsschutzmaßnahmenverordnung hinsichtlich des Betriebs von Spielhallen vorübergehend außer Vollzug zu setzen. Die Begründung lautete unter anderem: „In der gegenwärtigen Phase der Pandemie, die von einem diffusen Ausbruchsgeschehen geprägt ist und in der ein Großteil der Infektionen nicht (mehr) zurückverfolgt werden kann […], ist die Prognose des Verordnungsgebers, dass die zwischenzeitlichen, vordringlich auf Einhaltung von Abstand und Hygiene ausgerichteten Maßnahmen nicht mehr genügen, sondern dass die Kontakte der Bevölkerung insgesamt deutlich verringert werden müssten, nicht offensichtlich fehlerhaft.“
Mit Beschluss vom 9. Dezember 2020 entschied das Sächsische Oberverwaltungsgericht, dass die Schließung von EMS-Sportstudios voraussichtlich rechtmäßig sei und die Sächsische Corona-Schutz-Verordnung in dieser Hinsicht nicht vorläufig außer Vollzug zu setzen sei. Der Betrieb von EMS-Sportstudios sei nicht wesentlich gleich mit Individualsport oder mit dem Betrieb von Einrichtungen des Freizeit- und Amateursportbetriebs, daher liege auch kein Verstoß gegen den allgemeinen Gleichheitssatz vor.

#### Gaststätten
Am 29. April 2020 lehnte das Sächsische Oberverwaltungsgericht es ab, die damalige Sächsische Corona-Schutz-Verordnung außer Vollzug zu setzen, soweit die Verordnung das eingeschränkte Verbot des Betriebs von Gastronomiebetrieben anordnet (Mitnahme von Speisen war weiterhin erlaubt). Auch der Verfassungsgerichtshof des Freistaates Sachsen lehnte den folgenden entsprechenden Antrag am 14. Mai 2020 ab, auch weil die Verordnung sowieso auslief.
Am 12. November 2020 lehnte es das Thüringer Oberverwaltungsgericht es ab, die Schließung von Gaststätten aufgrund der Thüringer SARS-CoV-2-Sondereindämmungsmaßnahmenverordnung außer Vollzug zu setzen. Es stelle dabei vor allem auf die Kompensationszahlungen ab.
Am 2. Dezember 2020 lehnte erneut das Sächsische Oberverwaltungsgericht einen Antrag ab, die damalige Sächsische Corona-Schutz-Verordnung vorläufig außer Vollzug zu setzen, soweit dort die (eingeschränkte) Schließung von Gaststätten angeordnet wird. Insbesondere angesichts „der jüngst vorgenommenen Einführung eines neuen § 28a IfSG und anderer flankierender Regelungen in das Infektionsschutzgesetz“ beständen zur Ermächtigungsgrundlage im Gesetz für die Verordnung noch immer keine Bedenken hinsichtlich des „Wesentlichkeitsgrundsatz[es]“ und des Bestimmtheitsgebotes nach Art. 80 Abs. 1 Satz 2 Grundgesetz (GG). Die Maßnahme sei auch verhältnismäßig. Die Antragstellerin habe nicht ausreichend glaubhaft gemacht, dass sie keine (kompensierende) Förderung durch die öffentliche Hand erhalten würde.
Am 11. Dezember 2020 lehnte das Verfassungsgericht des Landes Brandenburg einen Eilantrag eines Gastronomiebetriebs in Erkner ab. Es liege zwar ein erheblicher Eingriff in die Berufsfreiheit vor. Jedoch gelte nach der Pressemitteilung: „Im Rahmen der vorzunehmenden Interessenabwägung überwiege angesichts der immer noch gleichbleibend hohen bzw. wieder ansteigenden Infektionszahlen und der steigenden Auslastung der Intensivbetten jedoch das Interesse am Schutz des Lebens und der körperlichen Unversehrtheit der Bevölkerung.“
In seinem Urteil vom 26. März 2021 erklärte das Landesverfassungsgericht Sachsen-Anhalt die flächendeckende Schließung von Gaststätten durch eine am 31. Oktober 2020 erlassene Verordnung für verfassungswidrig, da die Ermächtigungsgrundlage fehlte.
Mit Beschluss vom 23. März 2022 erklärte das Bundesverfassungsgericht die Schließung von Gaststätten im Zeitraum April bis Juni 2021 durch die sogenannte „Bundesnotbremse“ für mit dem Grundgesetz vereinbar und wies die Verfassungsbeschwerde eines Berliner Gastwirts ab.

#### Sexuelle Dienstleistungen
Der 13. Senat des Oberverwaltungsgerichts für das Land Nordrhein-Westfalen hat im Eilverfahren am 8. September 2020 „die Untersagung des Angebots von sexuellen Dienstleistungen in und außerhalb von Prostitutionsstätten, Bordellen und ähnlichen Einrichtungen in der Coronaschutzverordnung vorläufig außer Vollzug gesetzt. Das Gericht hat damit dem Antrag eines Unternehmens stattgegeben, das in Köln ein Erotik-Massagestudio betreibt.“
Dagegen hat das Oberverwaltungsgericht des Saarlandes am 18. November 2020 einen Antrag auf Außervollzugsetzung des Verbots der Ausübung des Prostitutionsgewerbes abgelehnt. Im Hinblick auf den „Wesentlichkeitsgrundsatz“ und den darin begründeten Parlamentsvorbehalt verwies das Gericht auf laufende Gesetzgebungsverfahren im Bund und im Land. Die Maßnahme sei auch verhältnismäßig gerade im Hinblick auf staatliche Kompensationsleistungen.
Auch hat der Verwaltungsgerichtshof Baden-Württemberg am 12. November 2020 entschieden, dass die befristete Untersagung des Betriebs von (ergänze: stationären) Prostitutionsstätten durch die baden-württembergische Coronaverordnung voraussichtlich mit höherrangigem Recht vereinbar sei. Insbesondere liege keine Ungleichbehandlung vor: „Denn die Erbringung sexueller Dienstleistungen in Prostitutionsbetrieben ist notwendigerweise auf engsten Körperkontakt ausgerichtet und begründet daher gegenüber dem Einzelhandel eine erhöhte Infektionsgefahr. Die Prostitution ist auf sexuelle Erregung gerichtet, die mit einer deutlich gesteigerten Atemfrequenz und daher mit einem erhöhten Aerosolausstoß verbunden ist. Zudem findet sie in geschlossenen Räumen statt, in denen typischerweise erhöhte Infektionsgefahren bestehen“. Allerdings sei offen, ob die angefochtene Vorschrift den Anforderungen des Parlamentsvorbehalts im Sinne der Wesentlichkeitsdoktrin genüge. Dies könne im vorläufigen Rechtsschutz jedoch offenbleiben, da zumindest keine überwiegenden Erfolgsaussichten gegeben seien.
Am 11. November 2020 entschied das Niedersächsische Oberverwaltungsgericht, dass die Schließung von Prostitutionsstätten während der Corona-Pandemie durch die Niedersächsische Corona-Verordnung nicht vorläufig außer Vollzug zu setzen sei. Einen Verstoß gegen die „Wesentlichkeitsdoktrin“ konnte das Niedersächsische Oberverwaltungsgericht nicht erkennen. Dabei stellte es vor allem auf die Änderungen in dem Gesetz zum Schutz der Bevölkerung bei einer epidemischen Lage von nationaler Tragweite vom 27. März 2020 ab sowie darauf, dass da Infektionsschutzrecht kurzfristige Reaktionen des Verordnungsrechtsgebers nötig mache.

### Verkauf und Verwendung bestimmter Warengattungen

#### Alkoholausschank und -verkauf
Verschiedene Gerichte beurteilten das Verbot unterschiedlich, mit entsprechender Begründung:
Am 26. Oktober 2020 wies das Oberverwaltungsgericht für das Land Nordrhein-Westfalen es ab, eine dortige Verordnung vorläufig außer Kraft zu setzen. Das Verfahren betraf vor allem eine Sperrzeit einschließlich Verbot des Außerhausverkaufs für diese Zeit. In der Begründung schrieb das OVG unter anderem: „Die enthemmende Wirkung von Alkohol erscheint ohne Weiteres dazu angetan, die Wirksamkeit der zur Kontaktbeschränkung und zur Einhaltung von Mindestabständen im öffentlichen Raum erlassenen Regelungen […] negativ zu beeinflussen. Dass die diesbezüglichen Vorgaben bei alkoholbedingter Enthemmung zwar nicht notwendigerweise vorsätzlich missachtet, aber schlicht vergessen werden können, dürfte nicht zweifelhaft sein. Im Übrigen dürfte auch davon auszugehen sein, dass die Bereitschaft zur Einhaltung hygienerechtlicher Schutzvorschriften in einer auch alkoholbedingt enthemmten Grundstimmung generell sinkt. Nach den Ausführungen des Antragsgegners haben die Erfahrungen der Vergangenheit gezeigt, dass die geltenden Maßgaben der Coronaschutzverordnung vor allem zu fortgeschrittener Stunde und mit fortschreitendem Alkoholkonsum missachtet wurden. An diese Erfahrungen darf der Antragsgegner anknüpfen.“
Am 29. Oktober 2020 setzte das Niedersächsische Oberverwaltungsgericht eine Verordnung hinsichtlich einer Sperrzeit und eines Alkohol-Außer-Haus-Verkaufsverbots vorläufig außer Kraft. Die Verbote seien nicht erforderlich bzw. dies sei nicht ausreichend und in sich konsistent begründet. „Nachvollziehbare Anhaltspunkte dafür, dass in Gastronomietrieben in der Zeit zwischen 23.00 Uhr und 6.00 Uhr sowie im Zusammenhang mit dem Außer-Haus-Verkauf alkoholischer Getränke ein signifikantes Infektionsrisiko gegenüber dem sonstigen gastronomischen Betrieb besteht, hat der Antragsgegner nicht nachvollziehbar aufzuzeigen vermocht.“
Am 30. Oktober 2020 lehnte das Verwaltungsgericht Karlsruhe einen Antrag gegen ein Ausschank- und Alkoholverkaufsverbot in einer Allgemeinverfügung des Gesundheitsamtes Karlsruhe im Eilverfahren ab. Das Verwaltungsgericht begründete seine Entscheidung unter anderem mit der enthemmenden Wirkung von Alkohol, die sowohl „problematisch[e] Verhaltensweisen (Schreien, lautes Reden, geringere Distanz zwischen Einzelpersonen etc.)“ als auch (sonstige) versehentliche Nichtbeachtung der Hygieneregeln fördere.
Am 11. November 2020 lehnte das Verwaltungsgericht Weimar einen Antrag im Eilverfahren ab. Der Antragsteller hatte sich gegen eine Allgemeinverfügung mit dem Verbot des Verkaufs und Ausschanks offener alkoholischer Getränke in Thüringen gewandt.
Am 26. März 2021 erklärte das Landesverfassungsgericht Sachsen-Anhalt das Verbot des Alkoholausschanks und -konsums in der Öffentlichkeit in der seit dem 16. Dezember 2020 geltenden Neunten SARS-CoV-2-Eindämmungsverordnung des Landes Sachsen-Anhalt für verfassungswidrig.

#### Feuerwerksverbote
Mit Beschluss vom 18. Dezember 2020 setzte das Niedersächsische Oberverwaltungsgericht das sogenannte Feuerwerksverbot der Niedersächsischen Corona-Verordnung vorläufig außer Kraft. Das umfassende Feuerwerksverbot sei keine notwendige Infektionsschutzmaßnahme. Dabei wurde unter anderem darauf abgestellt, dass die Niedersächsischen Corona-Verordnung mit dem umfassenden Feuerwerksverbot über diejenigen Maßnahmen hinaus gehen würde, die die Bundeskanzlerin und die Regierungschefs zuvor vereinbart hatten. „Das Land Niedersachsen habe im Normenkontrolleilverfahren weder eine nachvollziehbare noch eine überzeugende Begründung für seine abweichende Beurteilung der Erforderlichkeit präsentiert.“ heißt es in der entsprechenden Pressemitteilung.
Aufgrund des Beschlusses des Bayerischen Verwaltungsgerichtshofs (BayVGH) vom 29. Dezember 2020 blieben Antragssteller im vorläufigen Rechtsschutz gegen ein umfassendes Feuerwerksverbot in Augsburg erfolgreich. Es ging im Verfahren gegen eine Untersagung, pyrotechnische Gegenstände der Kategorie F2 im Sinne von § 3a des Sprengstoffgesetzes (SprengG) mit sich zu führen oder abzubrennen, die auf allen öffentlichen und privaten Flächen unter freiem Himmel galt. Die Allgemeinverfügung blieb im Verhältnis zu den Antragsstellern vorläufig außer Kraft. Der BayVGH war der Ansicht, dass ein solches Verbot bei den bereits geltenden Verboten nicht auf das Infektionsschutzgesetz gestützt werden könne und dass der Bund aufgrund des Sprengstoffgesetzes und der darauf fußenden Verordnungen schon eine abschließende Regelung getroffen habe. In diese Richtung argumentierte zuvor schon der Rechtswissenschaftler Henrik Eibenstein, der „das pauschale und generelle Verbot jedwede Feuerwerkskörper zu verkaufen beziehungsweise abzubrennen“ als „ein Lehrbuchbeispiel für einen Verstoß gegen das Übermaßverbot“ bezeichnete. Die Intention des Gesetzgebers, „personelle und sachliche Kapazitäten in den Krankenhäusern zu schonen, damit die Versorgung von an COVID-19 erkrankten Patienten nicht beeinträchtigt würde", sei zwar nachvollziehbar, erweise sich aber „höchstens als eine der Gefahrenabwehr deutlich vorverlagert Risikovorsorge, zu der § 28 IfSG nicht ermächtigt."

### Arbeitsformen

#### Homeoffice
Durch die SARS-CoV-2-Arbeitsschutzverordnung (Corona-ArbSchV) wurden mit Wirkung zum 27. Januar 2021 Arbeitgeber verpflichtet, „den Beschäftigten im Fall von Büroarbeit oder vergleichbaren Tätigkeiten anzubieten, diese Tätigkeiten in deren Wohnung auszuführen, wenn keine zwingenden betriebsbedingten Gründe entgegenstehen“ (§ 2 Abs. 4 Corona-ArbSchV). Nach Einschätzung des Rechtswissenschaftlers Michael Fuhlrott ist jedoch fraglich, ob die „Anordnung von Homeoffice“ per Verordnung überhaupt zulässig ist. Ein derart „weitgehender Eingriff in die betriebliche Organisationshoheit“ bedürfe vielmehr eines von Bundestag und Bundesrat beschlossenen formellen Gesetzes.

#### Bibliotheken
Bibliotheken haben im Rahmen der Schutzmaßnahmen ihr Angebot einschränken müssen. Teilweise war eine Arbeit vor Ort nicht möglich, was insbesondere bei Hochschulbibliotheken zu Rechtsstreitigkeiten geführt hat. Bibliotheken sind gegebenenfalls notwendig, um der Berufs- und Wissenschaftsfreiheit gerecht zu werden. Wissenschaftler und Studierende, aber auch die allgemeine Öffentlichkeit, müssen im Rahmen der Bibliotheks- und Hochschulgesetze Zugang zu den Informationen der Bibliotheken haben. Die Gerichte erkannten, dass die Gesetz- und Verordnungsgeber zwar den Zugang beschränken können, sie müssen aber den Informationszugang grundsätzlich garantieren, soweit dieser zumindest durch die Wissenschafts- und Berufsfreiheit geschützt ist.

### Ausfall von Präsenzunterricht an Schulen
In seiner Entscheidung vom 19. November 2021 (1 BvR 971/21 und 1 BvR 1069/21) stellte das Bundesverfassungsgericht fest, dass es ein „Recht auf schulische Bildung“ gebe. Aus diesem resultiere ein „Recht auf gleichen Zugang zu staatlichen Bildungsangeboten im Rahmen des vorhandenen Schulsystems.“ Entfalle der schulische Präsenzunterricht „aus überwiegenden Gründen der Infektionsbekämpfung für einen längeren Zeitraum, sind die Länder nach Art. 7 Abs. 1 GG verpflichtet, den für die Persönlichkeitsentwicklung der Kinder und Jugendlichen unverzichtbaren Mindeststandard schulischer Bildung so weit wie möglich zu wahren.“ Allerdings dürfte der Staat große Gefahren für Leib und Leben am Ende nicht deshalb in Kauf nehmen, weil er nicht genug dazu beigetragen hat, dass freiheitsschonendere Alternativen zur Abwehr der mit dem Präsenzunterricht verbundenen Gefahren erforscht wurden.
Das bundesgesetzliche Verbot von Präsenzunterricht bei Überschreiten der festgelegten Inzidenzwerte in einzelnen Landkreisen oder kreisfreien Städten bewirkte zwar, so das BVerfG, einen Eingriff in das Recht auf schulische Bildung. Dem Bund stand aber für das Verbot von Präsenzunterricht durch § 28b Abs. 3 Satz 2 und 3 IfSG die konkurrierende Gesetzgebungszuständigkeit nach Art. 74 Abs. 1 Nr. 19 GG zu, weil es sich um eine Maßnahme gegen übertragbare Krankheiten bei Menschen handelte. Eine mildere Form der wirksamen Bekämpfung der mit COVID-19 verbundenen Gefahren als allgemeine Schulschließungen habe es in der Jahresmitte 2021 nicht gegeben. Das Verbot von Präsenzunterricht in Gestalt des Gebots von Wechselunterricht ab einer Sieben-Tage-Inzidenz von 100 und einer Untersagung jeglichen Präsenzunterrichts ab einer Sieben-Tage-Inzidenz von 165 gemäß § 28b Abs. 3 Satz 2 und 3 IfSG war also, so das BVerfG, verhältnismäßig. Es diente verfassungsrechtlich legitimen Zwecken (a), war zur Verfolgung dieser Zwecke geeignet (b) und erforderlich (c) sowie nach Maßgabe der bei Verabschiedung des Gesetzes vorliegenden Erkenntnisse seinerzeit angemessen (d).
An die Adresse der Länder gerichtet stellte das Gericht fest: „Der Distanzunterricht ist […] für die Schüler ab der Sekundarstufe das wesentliche Mittel, um Bildungsdefizite und Lerneinbußen infolge der Schulschließungen wenigstens teilweise vermeiden zu können […]. Die den Ländern eröffnete Gestaltungsfreiheit bei der Ausgestaltung des Bildungsauftrags nach Art. 7 Abs. 1 GG gab ihnen daher nicht die Befugnis zu entscheiden, ob wegfallender Präsenzunterricht durch Distanzunterricht ersetzt wird oder nicht.“ Hierbei spiele es keine Rolle, ob „Präsenzunterricht von ihnen selbst oder durch den Bund untersagt wurde.“